# Ґондор
Ґо́ндор (синд. Gondor, у перекладі — «Земля каменя») — у творах Дж. Р. Р. Толкіна «Сильмариліон» і «Володар перснів» — велике південне королівство нуменорців у Середзем'ї. Третя частина «Володаря перснів» — «Повернення короля» — значною мірою розповідає про події, які відбувалися у Ґондорі під час Війни Персня та наступного відновлення королівства. Відомості про давнішу історію Ґондору можна знайти у Додатках до «Володаря перснів», у яких також розповідається і про заснування цього краю.
За Толкіном, Ґондор було засновано синами Еленділа Ісілдуром та Анаріоном, які стали вигнанцями після падіння острівного королівства Нуменор у 3320 році Другої епохи. Разом з іншим королівством — Арнор, на північному заході Середзем'я, — Ґондор був останньою твердинею Людей Заходу. Першою столицею Ґондору було місто Осґіліат, заснована Еленділом і його синами Ісілдуром та Анаріоном у кінці Другої Епохи.
Після першого періоду зростання, у Третю Епоху Ґондор почали ослаблювати своїми нападами та підступами союзники Темного Володаря Саурона, унаслідок чого королівство поступово почало занепадати. Через це було втрачено ряд територій на південному та північному сході, а Ітілієн перетворився на спірне пограниччя між Ґондором та Мордором. Відновлення слави та величі Ґондору відбулося лише після остаточного падіння Саурона та коронації Араґорна.
Історія та географія Ґондору були розроблені Толкіном у кілька етапів у рамках роботи над своїм легендаріумом, яка продовжувалася також і під час написання «Володаря перснів». Його роль у історії «Володаря перснів» формувалася поступово, від чергової «декорації» для пригод гобітів у ранніх версіях до одного з ключових понять історії Середзем'я у пізніших. Еволюція історії Ґондору була проаналізована Крістофером Толкіном у «Історії Середзем'я», а сама історія привернула до себе увагу багатьох пізніших дослідників та шанувальників творчості Дж. Р. Р. Толкіна.

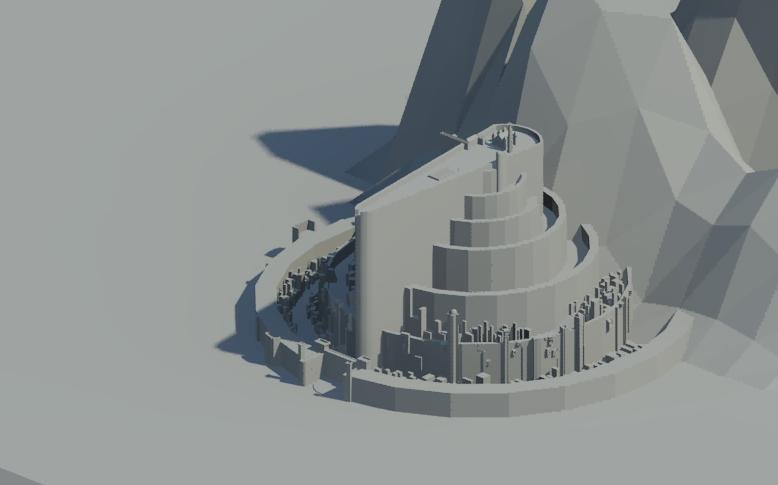
Вигляд Мінас-Тіріту — столиці Ґондору, у фільмі Володар Перстенів: Повернення Короля (2003)

## Історія Ґондору
Історія Ґондору більш-менш докладно описана у кількох працях Дж. Р. Р. Толкіна. Уперше Ґондор як такий згадується у розділі ІІ «Рада в Елронда» другої книги «Володаря Перстенів» разом з коротким викладенням історії Другої та Третьої Епох. Історія Ґондору у Третю Епоху більш докладно описана у Додатках до «Володаря Перстенів», а також у «Сильмариліоні». Крім того, розповіді про окремі події історії Ґондору містяться також у «Незакінчених оповіданнях».

### Утворення Ґондору та Останній Союз
Землі, які пізніше стали називатися Ґондором, були широко колонізовані нуменорцями приблизно від середини Другої Епохи, особливо Друзями Ельфів, вірними дому Еленділа. Коли сини Еленділа, Ісілдур та Анаріон висадилися у Середзем'ї після затоплення Нуменору, їх радо зустріли колоністи, після чого обидва брати разом почали правити цією землею, у той час, як Еленділа було визнано Верховним Королем усіх земель дунедайнів. У самому Південному Королівстві місцями проживання Ісілдура та Анаріона були, відповідно, Мінас-Ітіль та Мінас-Анор, а столиця Осґіліат розташовувалася між їхніми володіннями, поділена навпіл річкою Андуїн.
Утім, Саурон теж уцілів після знищення Нуменору і потайки повернувся до землі Мордору на схід від Ґондору. Невдовзі він розпочав війну проти нуменорських королівств, сподіваючись знищити їх до того, як вони наберуть силу. Він захопив Мінас-Ітіль, але Ісілдур утік та уплив на кораблі до Арнору, у той же час Анаріон обороняв Осґіліат. Еленділ та ельфійський король Ґіл-ґалад утворили Останній Союз ельфів та людей, і разом з Ісілдуром та Анаріоном узяли у облогу та здолали сили Мордору. Саурона було переможено, але Єдиний Перстень не було знищено, позаяк його забрав собі Ісілдур як віру за загиблих батька та брата. Через це Саурон уцілів та зміг відновити сили у наступну епоху.
Оскільки Еленділ та Анаріон загинули у війні, Ісілдур передав правління над Ґондором синові Анаріона Менелділу та вирушив на північ, щоб перебрати правління над Арнором. Титул Верховного Короля дунаданів також перейшов до нього після смерті Еленділа. Утім, Ісілдур та троє його старших синів потрапили у засідку та були убиті орками на Ірисових полях.
Молодший син Ісілдура Валанділ не намагався повернути титул свого батька як правителя Ґондору, і тому королівством самостійно управляли Менелділ та його нащадки, допоки зі смертю останнього короля Еарнура їхня династія не обірвалася.

### Золотий вік Ґондору
Протягом першого тисячоліття Третьої Епохи Ґондор перемагав у війнах, і його багатство та сила тільки зростали та примножувалися. Після перемоги над Сауроном, вартові Ґондору наглядали за землями Мордору, щоб не дати злу повернутися назад. У 490 році Третьої Епохи багатовіковий спокій Ґондору скінчився, позаяк східняни розпочали перше з багатьох своїх вторгнень. Ця війна тривала протягом усього наступного століття, і за її результатами Ґондору дісталися великі території Руну на північ від Мордору.
У часи правління чотирьох «Морських Королів» у Ґондорі було створено потужний флот, і влада Південного Королівства поширилася на узбережжя на південь від Гирла Андуїна. У 933 році Третьої Епохи Ґондор захопив південне портове місто Умбар, яким раніше володіли нащадки Чорних нуменорців. Пізніше гарадрими перемогли Ґондор у битві у тих землях та розпочали облогу Умбара, однак король Гьярмендакіл І, посиливши свої армію та флот, змусив королів Гараду відступити після великої перемоги над ними у 1050 році Третьої Епохи.
Ґондор досягнув вершини своєї могутності у часи правління Г'ярмендакіла, контролюючи велику територію та утвердившись над сусідніми народами, як-от гарадрими та північани з Долин Андуїна. Мордор був відрізаний від зовнішнього світу та перебував під охороною фортець. Під час правління Атанатара Славетного, спадкоємця Г'ярмендакіла І, слава та багатство королівства досягли таких розмірів, що, як розповідається у «Володарі Перстенів», люди говорили: «У Ґондорі коштовне каміння— це галька, якою бавляться діти».

### Занепад Ґондору
Уже під час правління Атанатара та двох його синів, які розкошували у лінощах та майже нічого не робили для аби зберегти успадковану силу, Ґондор почав занепадати. Найперше у цей час було занедбано нагляд за Мордором. Однак велике зло прийшло до Ґондору лише під час правління Валакара, коли почалися міжусобиці.
Міналкар, син Калмакіла, був енергійною людиною, і король Нармакіл 1240 року, щоб позбутися усіх турбот, зробив його регентом королівства. Відтоді Міналкар правив Ґондором від імені короля, поки не успадкував батьківський трон.
1428 року Міналкар очолив велике військо й між Рованіоном та Рунійським Морем розбив велику армію східнян та зруйнував усі їхні табори та поселення на схід від Моря. Після цієї перемоги він прийняв ім'я Ромендакіл II. Повернувшись до Ґондору, Ромендакіл укріпив західний берег Андуїна аж до місця впадіння Світлої та заборонив чужинцям спускатися Великою Річкою униз до Емін-Муїлу. Але оскільки йому були потрібні люди, й він прагнув посилити союз між Ґондором та північанами, то прийняв багатьох з них на службу, а декому навіть подарував високі чини у своєму війську. Року 1250 Ромендакіл відправив свого сина Валакара пожити серед північан, щоб вивчити мову, звичаї та прагнення цього народу. Валакар, перебуваючи там, одружився з Відумаві, місцевою правителькою Відугавії, і повернувся до Ґондору лише через кілька років.
Цей шлюб за своїми наслідками виявився катастрофічним для Ґондору: коли стало відомо, що спадкоємцем трону стане Валакарів син Елдакар, напівкровка, що у юності носив ім'я народу своєї матері, Вінітарія, південні області краю учинили заколот. Після смерті Валакара кілька членів Дому Анаріона зажадали для себе корони Ґондору, і у 1432 році Третьої Епохи у королівстві розпочалася повномасштабна громадянська війна, відома як Братовбивча. Найбільшою підтримкою серед повстанців користувався Кастамир, який узяв у облогу та захопив Осґіліат. Елдакар зміг утекти на свою батьківщину до Рованіону, але його старший син Орненділ потрапив у полон та був страчений. Однак Кастамир проявив себе жорстоким, зарозумілим та поганим правителем, викликавши до себе ненависть мешканців Мінас-Анора та Ітілієна. Унаслідок цього Елдакар по поверненні за кілька років з союзниками з півночі, отримав велику підтримку та здолав Кастамира та його армію. Утім, сини Кастамира втекли до Умбару, який ще довго утримували під своїм контролем.
У наступному столітті королі Гараду, порушивши домовленості унаслідок Братовбивчої війни та втрати Умбару, вторглися до Південного Ґондору, однак після десяти років війни були розбиті Гьярмендакілом ІІ. 1631 року Третьої Епохи правнуки Кастамира Ангамайте та Сангагьяндо організували руйнівний наліт на Пеларгір та навіть убили короля Мінарділа. Втрати у Братовбивчій та південних війнах були дещо відновлені за рахунок людей півночі, однак населення Ґондору суттєво зменшилося з початком Смертельної моровиці у 1636 році. Багато славетних нуменорських родів було знищено у Братовбивчій війні, а моровиця здесяткувала населення Осґіліата та Мінас-Ітіля. Фортеці, що мали наглядати за Мордором, спорожніли, то ж лихі створіння отримали змогу повернутися назад. На щастя, моровиця підкосила і ворогів Ґондору, і тому королівство отримало більше ста років для відновлення сил.
У часи короля Тарондора столицю було напостійно перенесено з Осґіліата до Мінас-Анора, бо Осґіліат був тепер частково спустошений та почав руйнуватися. Мало хто з тих, хто втік від моровиці до Ітілієна або у західні долини, бажав повернутися назад.
У 1810 році король Телумегтар посилив ґондорський флот, який переміг корсарів Умбару та відвоював гавань, яку, втім, було втрачено під час чергового вторгнення гарадримів до Ґондору. Нова загроза виникла через сорок років потому, коли один з східняцьких народів, знаний як «візники», переміг північан та вдерся до східного Ґондору. Року 1856 у битві на березі Андуїна вони вбили короля Нармакіла ІІ. Населення східного та південного Рованіону потрапило у рабство, а кордони Ґондору на деякий час стиснулися до Андуїна та Емін-Муїл.
Однак війна розгорілася знову, коли візники об'єдналися з гарадримами у 1944 році та напали на Південне Королівство одночасно зі сходу та півдня. Північну Армію Ґондору під командуванням короля Ондогера, до якої приєдналися вершники Еотеоду, нащадки північан, було розбито. Однак Еарніл, капітан Південної Армії, здобув перемогу у Південному Ітілієні та розбив армію Гараду, що перетнула річку Пороз. Стрімким маршем він просунувся на північ, зібрав навколо себе усіх, кого тільки зміг з залишків Північної Армії, та напав на головний табір візників під час їхнього бенкету. Табір східнян було захоплено, їхні вози спалено, і утікаючи, багато візників загинуло у Мертвих Болотах.
Унаслідок того, що король Ондогер та двоє його синів загинули у війні, свої права на трон Ґондору заявив Арведуї, нащадок Короля Артедайну з півночі, який був нащадком Ісілдура та чоловіком Ондогерової дочки Фіріель. Однак його домагання були відхилені Радою Ґондору. Протягом року країною управляв Пелендур, Намісник Короля Одногера, а потім корону було передано Еарнілу, який також походив з Дому Анаріона та здобув собі популярність під час війни. Утім, його син Еарнур став останнім Королем Ґондору. У роки правління свого батька він привів ґондорське військо на північ на допомогу Артедайнові й здобув там ненависть Короля-чаклуна з Ангмару. Невдовзі після дворічної облоги Назгули здобули Мінас-Ітіль, який перетворився на жахливе місце та отримав нову назву Мінас-Моргул, Вежа Темного Чаклунства. Мінас-Анор також отримав нове ім'я — Мінас-Тіріт, Вартова Вежа, що стояла на рубежі оборони проти зла зі сходу. Після того, як Еарнур став королем, Король-чаклун двічі присилав до нього вісників, викликаючи на двобій. На другий раз у 2050 році Еарнур, не в силах подолати свій гнів, поскакав з невеличким загоном воїнів до Мінас-Моргулу, звідки вже не повернувся назад.

### Під владою Намісників
Після загибелі Еарнура, який не лишив по собі нащадків, від його імені довгі роки Ґондором правив намісник Марділ. Оскільки жодного претендента на корону, який був би чистого роду, або чиї претензії визнали б усі, не знайшлося; спогади про міжусобиці тяжіли над усіма, бо знали, що коли знову почнуться чвари, Ґондор загине, королівством продовжували управляти намісники, а корона Еленділа лежала на колінах короля Еарніла у Домі Мертвих, де її залишив Еарнур перед тим, як вирушити на двобій з Володарем Моргула.
У часи правління перших чотирьох Намісників у країні протягом чотирьох століть тривало затишшя, більш відоме як Пильний мир. Тоді Саурон відступив перед силами Білої Ради, а Примари Персня зачаїлися у Моргульській долині. Однак уже з часів Денетора І справжнього миру не було ніколи, і навіть, коли Ґондор не воював відкрито, його кордони перебували під постійною загрозою.
2475 року з Мордору уперше вийшли Уруки — могутні чорні орки, які перетнули Ітілієн та захопили Осґіліат. Боромир, син Денетора І, розбив їх, однак Осґіліат був остаточно зруйновано, а його великий кам'яний міст — знищено. Людей там зовсім не лишилося.
У 2510 році Третьої Епохи Королівство зіткнулося з новою небезпекою: плем'я східнян, знане як балготи, удерлося у північні землі Ґондору. Армія Південного Королівства виступила на бій, але була відрізана від Мінас-Тіріта та відкинута у напрямку Світлої. Ґондорці відправили посланців на північ до союзного Еотеоду, і їхня кіннота надійшла якраз учасно, аби допомогти ґондорцям переломити хід битви на Полях Келебранту. На знак подяки за допомогу, Намісник Кіріон відступив їс опустілі землі провінці Каленардон, де Еотеод утворили країну Роган, а Еорл Юний став її першим королем. Постійний союз між Ґондором та Роганом було започатковано взаємними клятвами Кіріона та Еорла.
Пізніші Намісники мали давати раду Оркам у Ітілієні та Піратам Умбару, які нападали на узбережжя. 2758 році під час правління Берена, дев'ятнадцятого намісника, ще більша небезпека підійшла до Ґондору. Три велетенських флоти з Умбару та Гараду великими силами атакували узбережжя Ґондору; і ворог висадився у багатьох місцях, навіть далеко на півночі в гирлі Ізену. Від роганців же годі було очікувати на допомогу, оскільки на їхній край напали з заходу та сходу, їх землі спустошили, а їх самих вигнали у долини Білих Гір. Того року на Півночі та Сході почалася Довга Зима з холодами та великими снігопадами, які тривали майже п'ять місяців. Гельм, король Рогану, та його сини загинули, і в Еріадорі та Рогані панували нещастя і смерть. Однак на півдні у Ґондорі ще до приходу весни Берегонд, син Берена, подолав загарбників та вислав допомогу роганцям.
Південне Королівство швидко відновилося після цієї війни, хоча його щаслива зірка продовжувала згасати.
При Туріні II вороги Ґондору знову заворушилися; бо зростала міць Саурона та наближався день його відродження. Усе населення Ітілієну, крім небагатьох сміливців, залишило край та переселилося на захід за Андуїн, тікаючи від орків Мордору. Саме при Туріні II у Ітілієні було побудовано потаємні криївки, з яких ітілієнські слідопити продовжували боротися з ворогом. 2951 року Саурон проголосив про своє повернення до Мордору, а за три роки Фатум-гора знову вивергати полум'я.
У часи Ектеліона II, передостаннього намісника, флот Ґондору, очолюваний Торонгілом непомітно підійшов до Умбару та спалив більшу частину кораблів корсарів.
По смерті Ектеліона II йому наслідував його син Денетор II, що став останнім (якщо не брати до уваги кількаденне номінальне правління його сина Фарамира навесні 3019 року перед коронацією Арагорна) правлячим намісником Ґондору.

### Війна Перстеня
Наприкінці Третьої Епохи Саурон приготувався до вирішальної битви. 3018 року його війська атакували Осґіліат, однак їхнє подальше просування на західний берег Андуїна зупинили воїни Ґондору, які зруйнували останній уцілілий міст через річку. Наступного року Мінас-Тіріт зазнав найсильнішого удару з боку Мордору, союзниками якого виступили умбарські корсари, що атакували землі Королівства з моря. Правителі південних земель прислали невеликі загони воїнів на допомогу Мінас-Тіріту, однак значно більше людей змушені були лишитися перед загрозою вторгнення з Умбару.
Щоб знищити війська Умбару Арагорн покликав Мерців з Гірського Скиту, дозволивши тим самим людям з узбережжя та півдня Ґондору прийти на допомогу Мінас-Тіріту. За допомогою їх та рогірімської кінноти, яку привели з півночі король Теоден та його племінник Еомер, Ґондору з величезними втратами вдалося перемогти сили Мордору в Пеленнорській битві. Після цього об'єднана армія Людей Заходу вирушила на битву з Сауроном до Мораннону, розраховуючи тим самим відволікти увагу Саурона від Фродо, який наближався до Фатум-гори, щоб знищити Єдиний Перстень. Знищення Перстеня призвело до падіння Саурона та несподіваної перемоги союзників.

### Відновлення
Після другого, остаточного падіння Саурона, у Ґондорі було відновлено королівське правління, і Арагорна було короновано під іменем Короля Елесара, правителя Возз'єднаного Королівства Арнора та Ґондора. Фарамир, нащадок правлячих Намісників, продовжив свою службу як Намісник Короля та став Князем Ітілієну. Давні клятви між Ґондором та Роганом було підтверджено, і союзники навіть провели кілька спільних кампаній на сході та півдні. Усі колишні землі Південного Королівства було відвойовано назад протягом наступних століть, і його сила та багатство були відновлені. У додатках до «Володаря Перстенів» розповідається, що Елдаріон, син Елесара, правитиме великою країною, і що його рід продовжуватиметься на сотні поколінь і згодом правитиме багатьма землями.
Толкінове бачення подальшої історії Возз'єднаного Королівства розкривається у «Новій Тіні», незакінченому продовженні «Володаря Перстенів», у якій розповідається про часи правління Елдаріона. Автор вважав, що «оскільки ми маємо справу з людьми, ми неодмінно матимемо справу з найсумнішою рисою їхньої натури: вони швидко пересичуються добрим. Так що у часи миру, справедливості та процвітання люди Ґондору зробилися б невдоволеними та неспокійними… Навіть у цей ранні час виникли б революційні заколоти навколо центру таємного сатанистського культу; а ґондорські хлочаки грали б у орків та бешкетували у навколицях».

## Назви та етимологія
Вживана Толкіном назва Ґондор є одним з слів синдарину, вигаданої ельфійської мови, яка застосовується у книгах дунаданами для позначення назв різноманітної природної і не тільки номенклатури. Саме слово означає «кам'яна країна» і перегукується у тексті «Володаря Перстенів» з рогіримською назвою Ґондору — «Кам'яний край». Вживання цих назв ніяк не пояснюється автором у книзі, хоча у ранніх версіях вказується, що це пов'язано з високим розвитком мулярства серед ґондорців у порівнянні з їхніми більш примітивними сусідами. На користь цієї версії говорять також вживані друаданами назви ґондорців та Мінас-Тіріта: Народ кам'яних будинків та Кам'яне місто.
Одного разу читач запитав Толкіна, чи не пов'язано походження назви Ґондор з древньою ефіопською фортецею Гондар. Автор відповів, що він не чув цього слова раніше, однак корінь онд є посиланням до дослідження, яке він читав у дитинстві, та означає «камінь»; ond це одне з усього двох слів, які відомі з пракельтських мов Британії.
У романі Ґондор часто згадується як Південне Королівство чи Південний Край, який разом з Арнором був Володінням Нуменорців у Вигнанні. Дослідники Вейн Гаммонд та Кристина Скалл також запропонували квенійський варіант назви «Ґондор» — Ондоноре.

## Географія Ґондору
Найкраще уявлення про рельєф та географія Ґондору дають мапи з «Володаря Перстенів» та «Незакінчених оповідань», створені Крістофером Толкіном на основі батькових креслень та можуть бути доповнені декількома географічними нарисами, такими як Річки, Маякові пагорби Ґондору та Кіріон та Еорл. На додачу оповідач та додатки з «Володаря Перстенів» подають інформацію про історію та природу окремих частин та поселень Південного Королівства.
Ґондор розташовувався на заході Середзем'я, і основна частина його території знаходилася на північному березі Затоки Белфалас та навколо Білих Гір. Толкін писав, що столиця Королівства — Мінас-Тіріт знаходилася на широті приблизно сучасної Венеції. Загальна площа Ґондору, показана на картах Толкіна, була визначена Карен Винн Фонстад у 714 426 квадратних миль (1 855 530 квадратних кілометрів). На північному заході від Ґондору спочатку знаходилися землі Арнору; на півночі Ґондор межував з Диким Краєм, а пізніше з Роганом, після утворення останнього. На північному-сході Ґондору знаходилися землі Рун, а на сході — володіння Саурона у Мордорі. На півдні сусідом Ґондору був пустельних Гарад.
Історичними кордонами Ґондору слугували витоки річок Гватло та Гландуїн у Імлистих Горах, узлісся Фангорнського лісу з річкою Ентою, болота Ніндалфа, Похмурі Гори та річка Порос. У часи найвищої могутності кордони Королівства сягали річки Світлої та південних узлісь Морок-лісу, західного берега внутрішнього Рунійського моря, північних відрогів Еред-Літуї та річки Харнен, включаючи також узбережжя навколо Умбара. На момент початку «Війни Перстеня», межі земель, які повністю контролювалися Ґондором, стиснулися до стін Білих Гір та річки Глангір на заході та лівобережжя Андуїна на сході.

### Землі Ґондору
Історично Ґондор складався з окремих володінь або земель, які називалися також синдарським словом «ланн».

#### Анорієн
Анорієн (синд. Anorien, у перекладі — Земля Сонця) — місцевість у Ґондорі, що розташовувалася на північному сході від Білих Гір, простягаючись вузькою смугою між Порубіжним потоком на заході, гирлом Енти на півночі та Андуїном на сході. Повідомлялося, що Анорієн був густонаселеною провінцією, хоча у текстах Толкіна згадуються лише гарнізони сторожових веж-маяків уздовж Великої Західної Дороги. Рогірими називали цей край Сонячною землею (англ. Sunlending), що перегукується з синдарською назвою сонця — «Анор» (так само синдарське «Ітіль» — місяць — перегукується з назвою Ітілієну).

#### Анфалас
Анфалас (синд. Anfalas, у перекладі «Довгобережжя»)- узбережжя Ґондору між річками Лефнуєм та Мортондом, на південь від пагорбів Пінат-Гелін. Ця земля, розташована далеко від столиці, з нечисленним населенням інколи зазнавала нападів умбарських корсаів. Під час Війни Перстеня підкріплення, надіслане з Анфаласу до Мінас-Тіріту, складалося з «мисливців, пастухів, землеробів, бідно споряджених, крім дружини Голасгіла, їхнього вождя».

#### Белфалас
Узбережжя між Дол-Амротом та острівом Толфалас, на честь якого було названо велику південну затоку у Морі. Белфалас розташовувався на території довгого півострова з високогір'ям у центральній частині та великим містом Дол-Амрот на заході. Слово «фалас» у назві має синдарінське походження та означає «берег» або «пляж», а «бел» за Толкіном є словом з древньої нуменорської мови, яке має ельфійське походження та означає «великий» або «сильний».
У «Володарі Перстенів» говориться, що люди, які населяли той край, були високими та гордовитими, з очима кольору морської хвилі.

#### Дор-ен-Ерніл

Символіка Дол-Амрота

Дор-ен-Ерніл (синд. Dor-en-Ernil, «Земля Князя») — місцевість на півдні Ґондору, чиї межі чітко не були визначені. Однак на думку Крістофера Толкіна, вона розташовувалася по обидва боки від високогір'їв Белфаласа. Ця земля перебувала під владою князів Дол-Амрота, васалів Короля Ґондору, і за Толкіном була заселена нуменорцями після Другої Епохи.

#### Енедвайт
Енедвайт (сидн. Enedwaith) — територія між річкою Мітейтель та Імлистими Горами. За різними описами Толкіна була або частиною величезних володінь Арнору та Ґондору, або лише частиною Південного Королівства, або не належала до жодного з нуменорських королівств у Середзем'ї. Нуменорці жили тут лише у місті Тарбад, який розташовувався у місці злиття річок Гватло та Мітейтель, однак у часи Війни Перстеня Тарбад був давно закинутий, а його міст — зруйнований.

#### Ітілієн

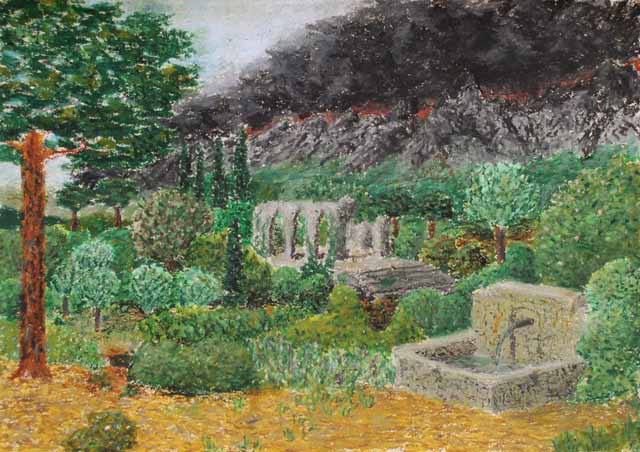
Ітілієн

Найсхідніша з провінцій Ґондору, яка знаходилася між Андуїном та Похмурими Горами. Потік Моргулдуїн, який починався у Моргульській долині, ділив її територію на дві частини: Північний та Південний Ітілієн.
Протягом усієї Другої та першої половини Третьої Епохи, коли Ґондор був у зеніті сили та слави, а Мордор перебував у запустінні, то був чудовий квітучий край з багатьма гаями та садами. Однак після падіння Мінас-Ітіля, його населення поступово переселилося за Андуїн, тікаючи від загрози, що ширилася від міста Примар Перстеня.
У часи Пильного Миру до Ітілієну знову повернулися найстійкіші з людей, однак більшість з них втекла після початку нападів орків та гарадримів кількома століттями пізніше, а після повернення Саурона до Мордору, край повністю знелюднів.
Відтоді Ітілієн утримували від поплічників та слуг Саурона лише Слідопити Ітілієну, які переховувалися у потаємних криївках, таких як Геннет-Аннун.
У «Володарі Перстенів» розповідається, що Фродо та Сем проходили Північним Ітілієном на шляху до Кіріт-Унголу.
Протягом Четвертої Епохи краєм управляли Князі Ітілієну, лінію яких було започатковано Фарамиром та Еовіною. Також до краю привів частину ельфів з Морок-лісу Леголас, і, як написано у Додатках до «Володаря Перстенів», «одразу ця земля знову стала найпрекраснішим краєм серед усіх західних земель».

#### Каленардон
Каленардон (синд. Calenardhon, у перекладі — «Зелені володіння») — великий край рівнин та пагорбів на північ від Білих гір та на захід від Анорієну. На початку Третьої Епохи він ніколи не був густонаселеним з огляду на своє віддалене розташування, а Смертельна моровиця практично спустошила Каленардон, а у наступні століття багато його колишніх жителів подалися на схід. Укріплення та форти, збудовані уздовж річища Андуїна від Емін-Муїлу до місця впадіння річки Світлої, які від початку мали охороняти місцеве населення, були у більшості закинуті під час Пильного миру. 2510 року навала балготів, зруйнувавши укріплення, прокотилася Каленардоном до самих Білих Гір, і ґондорські війська урятувала від поразки тільки поява вершників Еотеоду з півночі. На знак подяки за допомогу Намісник Кіріон дарував весь Каленардон народу Еотеода, і відтоді цей край став королівством Роган.

#### Ламедон
Область у Ґондорі, утворена кількома долинами на південних схилах Білих Гір, яка була відділена високогір'ями від Белфаласу. У Ламедоні знаходився виток річки Кіріл. Не зважаючи на те, що ця область була частиною Ґондору, у «Поверненні Короля» згадується, що у часи Війни Перстеня вона мала власного правителя на ім'я Ангбор. У книзі згадується також, що єдиним підкріпленням, надісланим до Мінас-Тіріта перед Пеленнорською битвою з Ламедону, були «кілька похмурих горян, які не мали командира», оскільки більша частина населення під керівництвом Ангбора захищала місто Лінгір від умбарських корсарів.
З приходом Арагорна та його супутників разом з Армією Мертвих, корсари утекли, а Ангбор зібрав кілька тисяч своїх людей та повів їх до Пеларгіра, а звідти, на кораблях, відібраних у корсарів, на допомогу Мінас-Тіріту в Пеленнорській битві.
Назва «Ламедон» за Толкіном має синдарінське походження, хоча її етимологія і не розкривається.

#### Лебеннін
Лебеннін (синд. Lebennin, у перекладі — П'ять Потоків) — центральна та одна з найбільш густонаселених земель Ґондору, чиї межі визначалися річкою Андуїн на сході та півдні та Білими Горами на півночі. Назва краю походила від п'яти річок, які протікали його територією: Еруї, Сіріт, Келос, Серна та Гілраїн, які починалися прямо у горах. У пісні Леголаса Лебеннін постає краєм «зелених полів» та лук з різнобарв'ям квітів. У різних частинах краю навколо гирла Андуїну проживав досить чисельний народ рибалок. Головним містом Лебенніну був порт Пеларгір.
У «Володарі Перстенів» говориться, що люди, які населяли Лебеннін та Лоссарнах, вважалися ґондорцями, однак кров їхня була мішана, і серед них траплялися низькорослі та смагляві, чиї предки походили з забутого народу, що жив у тіні гір у Темні Роки ще до появи королів.

#### Лоссарнах
Густонаселена область «квітучих долин» одразу на південь від Мінас-Тіріта, яка розташовувалася між Білими Горами та Андуїном. Її територією протікала річка Еруї, яка починалася на північному заході у Лебенніні та впадала у Андуїн. Через Лоссарнах проходила також Південна дорога, яка з'єднувала Мінас-Тіріт з Лебенніном.
У «Володар Перстенів» весняні ліси та поля Лоссарнаху описуються як повні весняних квітів. Одна з долин області, Імлот-Мелуї, особливо славилася своїми трояндами, а у інших долинах також знаходилися великі сади. Трави з цього краю привозили на ринок до Мінас-Тіріта й використовували, зокрема, у лікувальних цілях. У лісах Лоссарнаха ріс також ацелас, хоча мало хто у Мінас-Тіріті у часи Війни Перстеня знав про його цілющі властивості.
У 2901 році Третьої Епохи край став прихистком для багатьох мешканців Ітілієну, які втекли на захід після нападу мордорських уруків. З Лоссарнаху походила також Морвен, дружина короля Тенгела з Рогану, мати Теодена. Її батьком був нащадок одного з князів Дол-Амрота, який полюбив цей край та назавжди переселився сюди. Тут жив також дід Бергіла, сина вартового цитаделі у Мінас-Тіріт Берегонда.
Під час Війни Перстеня біженців з Мінас-Тіріта за наказом Намісника Денетора відправили з міста до Лоссарнаху, Лебенніна та Тумладена.
У «Володар Перстенів» розповідається, що правителем Лоссарнаха у часи Війни Перстеня був «старий товстий Форлонг». Він описується як старий, дуже товстий широкоплічий чоловік з сивою бородою, одягнутий у кольчугу, чорний шолом та озброєний довгим важким списом.
З краю на допомогу Мінас-Тіріту мали вирушити 2000 воїнів, однак через загрозу нападу умбарських корсарів прийшло удесятеро менше. Воїни з Лоссарнаху описуються у книзі як добре озброєні, які мали бойові сокири. Вони були нижчі на зріст та смаглявіші за людей Ґондору.
Форлонг загинув 15 березня у битві на Пеленнорських Полях. Частина його людей приєдналася до Армій Заходу, які вирушили у похід до Мораннону. Серед тих, хто не зміг здолати свій страх перед Мордором, і кого відпустив додому Арагорн, була й певна кількість фермерів з Лоссарнаха.
Корінь «-арнах» у назві має донуменорське походження, і його точне значення не відоме. У той же час слово «лос» перегукується з квенійським словом «лоссе», сніг. У ранніх текстах Толкіна ця місцевість мала назву Глоссарнах.

#### Мортонд (долина)
Нагір'я однойменної річки Мортонд або ж Чорнокорінь, яка у деяких текстах Толкіна іменується на Синдаріні як Імлад-Мортонд (синд. Imlad Morthond, у перекладі — «долина» або «ущелина Мортонд»). У «Володарі Перстенів» розповідається, що то була заможна та густонаселена місцевість, крім околиць Гори Ерех. Під час Війни Перстеня звідти надійшло до Мінас-Тіріту підкріплення з п'ятисот лучників, яких привели Дуїнгір Високий та його сини.

#### Пеленнорські поля та Раммас-Ехор
Пеленнорські поля (синд. Pelennor, у перекладі означає — "Огороджена земля) — прекрасна та родюча рівнина у Ґондорі, приміські землі Мінас-Тіріта. Після того, як Мінас-Ітіль був захоплений Назгулами та перетворений на Мінас-Моргул, ґондорці з великими зусиллями збудували навколо Пеленнорської рівнини великий зовнішній мур Раммас-Ехор, який мав захистити місцевість від нападів ворога. У «Володарі Перстенів» говориться, що:
|  | Мур простягався на десять чи більше ліг від підніжжя гір і назад, оточуючи рівнину Пеленнору - прекрасні та родючі землі та пологих схилах і терасах, які спадали до заплав Андуїну. Найдалі від Великих Воріт Міста, на північному заході, мур був на відстані чотирьох ліг, і там, уздовж крутого берега, пролягав понад вузькою долиною вздовж річки; і мур той був високий і міцний, бо в цьому місці, захищеним стінами насипом, проходила дорога від бродів і мостів Осгіліата через ворота з укріпленими вежами. Найближче мур проходив за лігу до Міста, і це було на південному сході. Там Андуїн, огинаючи плавною дугою пагорби Емін-Арнену в Південному Ітілієні, круто повертав на захід, а мур нависав просто над берегом; і під ним знаходилися причали Гарлонду, куди прибували кораблі, які підіймалися з південних провінцій. |

Незадовго до Облоги Ґондору у Війні Перстеня мур з північного боку перебував у напівзруйнованому стані, однак його було вчасно відбудовано за наказом Намісника Денетора ІІ.
До Війни Перстеня на Пеленнорських полях знаходилися садиби ґондорців з коморами та кошарами, оточені низькими мурами, а рівнину у різних напрямках перетинала безліч доріг і стежинок.
Під час Війни Перстеня Пеленнорські поля стали місцем найбільшої битви Третьої Епохи, битви на Пеленнорських полях, у якій Сауронові орки та лихі люди з Півдня та Сходу прорвалися крізь Раммас-Ехор та взяли у облогу Мінас-Тіріт. Кільце облоги було розірвано після прибуття на допомогу Вершників Рогану на чолі з Королем Теоденом.
Після Війни Перстеня Раммас-Ехор було відновлено ґондорцями з допомогою гномів, яких привів Гімлі.

#### Рінґло (долина)
Долина Рінґло (синд. Imlad Ringlo) — землі навколо північного русла річки Рінґло, які були відділені відрогами Білих Гір від Ламедона на заході та Лебенніна на сході. Головним поселенням у цій місцевості, скоріше за все, був Етрінґ, який знаходився на початку долини на переправі через річку Рінґло.
У «Поверненні Короля» згадується, що під час Війни Перстенів мешканці долини Рінґло відправили на допомогу Мінас-Тіріту триста піхотинців на чолі з сином тамтешнього правителя Дерворіном.

#### Гарондор (Південний Ґондор)
Південний Ґондор (синд. Harondor) — територія між річками Порос та Гарнен, яка належала Ґондору з часів Короля Фаластура, але пізніше стала предметом суперечок між Ґондором та умбарськими корсарами. Раніше це був багатий край, який через постійні набіги гарадримів та корсарів наприкінці Третьої Епохи повністю знелюднила та перетворилася на пустельну землю. У ранніх роботах Толкіна та на чорновиках мапи Середзем'я згадується також під синдарінською назвою Гарондор.

### Інші природні об'єкти

#### Андраст
Андраст (синд. Andrast, у перекладі означає — «Довгий мис») — півострів у південно-західній частині Ґондору. У «Історії Алдаріона та Ерендіс» згадується також під назвою Рас-Мортіль (синд. Ras Morthil, у перекладі — «Темний мис» або «Вигнутий мис»). Номінально вважався частиною Південного Королівства, однак не був заселений нуменорцями. У Першу Епоху там проживали друадани, які заселяли гори у північній частині півострову, які називалися Друвайт Яур (синд. Druwaith Iaur, «Землі злих духів» або «Старі пустоші»).
Наприкінці Третьої Епохи у Ґондорі вірили, що цю місцевість усе ще населяли племена друаданів та інших диких людей.

#### Геннет-Аннун
Геннет-Аннун (синд. Henneth-Annun, у перекладі — «Вікно на Захід») був потаємною криївкою ґондорських розвідників у Північному Ітілієні. Збудовано її було як і інші подібні укриття за наказом Намісника Туріна ІІ невдовзі після спустошення краю орками Мордору близько 2901 року Третьої Епохи. З усіх потаємних укриттів у Ітілієні Геннет-Аннун прослужив найдовше.
Ця криївка складалася з просторої, грубо обтесаної печери з низьким нерівним склепінням, головний вхід до якої було замасковано під завісою водоспаду, що скидав воду з висоти у глибокий басейн.
Крім розколини за завісою водоспаду до печери вів також темний коридор, який закінчувався мокрими сходинками, що виводили догори на невеликий, вирубаний у скелі уступ, з якого одні сходи вели до високого берега над струмком, а інші завертали ліворуч угору та виводили на широку пласку скелю біля потоку. Усі інші підступи до гроту були замуровані.
Раніше через печеру та попід аркою текла вода, але будівничі давнини відвели джерело на верх скелі, і тепер вода падала з висоти, удвічі більшої, ніж колись. Усі інші підходи до гроту, крім розколини за завісою водоспаду та коридору були замуровані.
У печері зберігалися запаси зброї та провіанту, а також відпочивали розвідники.

#### Ґілраїн
Ґілраїн (синд. Gilrain, у перекладі — Зоряний мандрівник) — річка у Ґондорі, яка текла від Білих Гір на південь, де впадала у Серну поблизу Лінгіра. Загальна довжина її була близько ста миль.
Вона була однією з п'яти річок Лебенніну. Ґілраїн мала один приток, назва якого не відома, що збігав зі східних схилів Білих Гір.

#### Друаданський ліс
Друаданський ліс (англ. Druadan Forest) — сосновий ліс, який вкривав відроги Білих Гір у східному Анорієні, на південь від Великої Західної Дороги, поблизу вартового ґондорського маяку Ейленах. Свою назву він отримав на честь друаданів чи диких людей, які жили тут ще з часів Першої Епохи та уникали контактів з нуменорцями. Вона є частковим перекладом на вестрон синдаринської назви Tawar-et-Druedain. Після коронації Арагорна, цей ліс було віддано у володіння друаданам, так що ніхто більше не міг заходити до нього без їхнього дозволу.

#### Емін-Арнен
Емін-Арнен (синд. Emyn Arnen, у перекладі — «Пагорби-біля-Води») був чередою пагорбів у центральній частині Ітілієну на південь від Осгіліату. Вони розташовувалися напроти Мінас-Тіріта біля закруту річки.
З цієї місцини походив рід пізніших Намісників Ґондору. Емін-Арнен був домом знатної нуменоріанської родини, до якої належав Гурін, що його Король Мінарділ призначив своїм Намісником. Пізніше королі Ґондору обирали своїх намісників лише серед нащадків Гуріна, і, врешті-решт, ґондорське намісництво стало спадковим (намісники ж бо самі називали себе членами Дому Гуріна).
Після Війни Перстеня Емін-Арнен було передано у володіння Фарамиру, Князю Ітілієна, Наміснику Короля Елесара.

#### Емін-Муїл
Емін-Муїл (синд. Emyn Muil, англ. Drear Hills, у перекладі — "Похмурі пагорби) — скелясте непрохідне високогір'я, розташоване по обидвох берегах Нен-Нітоель між Морок-лісом та Білими Горами. У давнину вони були добре укріплені ґондорцями для захисту від ворожого нападу з північного сходу. На західному березі Нен-Нітоель на пагорбі Амон-Ло (Горі Слуху), та на східному на пагорбі Амон-Ген (Горі Зору) було зведено кам'яні сторожові вежі, а біля північного краю озера знаходилися Стовпи Королів.
У «Двох Вежах» розповідається, як Фродо та Сем, намагаючись потрапити до Чорних Воріт Мордору, заблукали на кілька днів у східній частині Емін-Муїл, допоки їх не знайшов Голум.

#### Ерех

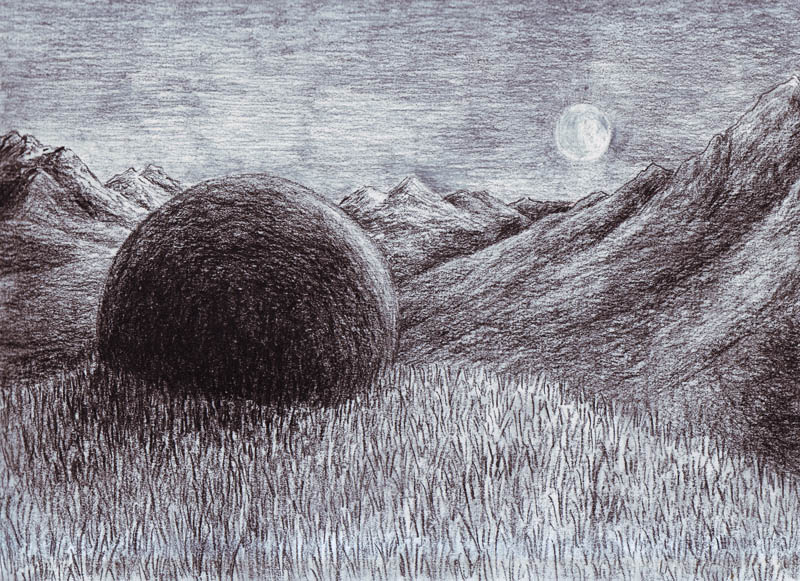
Ерех-камінь

Пагорб біля витоків річки Мортонд, на якому Ісілдур встановив Чорний Камінь, який привіз до Середзем'я з Нуменору. Місцеві племена, які доводилися нащадками галадінам та людям Сірого Краю, а також були далекою ріднею дунаданам, присягнули на вірність Ісілдуру на камені, однак зрадили його та були ним прокляті. Після своєї смерті вони залишилися примарами й відтоді стали відомі як Мертві Люди з Гірського Скиту. Пагорб Ереху був їхнім місцем збору, а тому землі навколо нього лишилися незаселеними, доки Мертвих не скликав Арагорн, аби вони могли виконати свою клятву та знайти спокій. Слово «Ерех», можливо, збереглося від народу, який жив у цій місцевості до приходу нуменорців, і значення його не відоме.

#### Еруї
Річка у Ґондорі з витоками у Білих Горах, одна з П'яти Річок Лебенніну. Вона починалася поблизу Гори Міндолуїн і текла на південь через увесь Лоссарнах, де впадала у Андуїн приблизно у ста милях (ста шістдесяти кілометрах) на південь від Мінас-Тіріта. Під час Братовбивчої Війни у Ґондорі на переправі через Еруї відбулася Битва на Переправі на дорозі до Пеларгіру.

#### Імлот-Мелуї
Долина у Ґондорі, яка згадується цілителькою Іорет у «Поверненні Короля» як місце, де ростуть особливо духмяні троянди. Можливо, вона знаходилася у Лоссарнаху. Дослідник Толкіна Г. К. Фаускангер інтерпретує цю синдаринську назву як «надзвичайно квітуча долина».

#### Каір-Андрос
Каір-Андрос (синд. Cair Andros, у перекладі означає «Довгопінний корабель») — великий острів посеред Андуїна приблизно у сорока милях (64 кілометрах) на північ від Осгіліата. Свою назву острів отримав тому, що був схожий на «великий корабель з високим носом, зверненим на північ проти білої піни Андуїна, яка розбивалася об його гострі скелі». Каір-Андрос був другим, крім бродів поблизу Осгіліата на півдні, з основних місць переправи через Андуїн. На південь від Осгіліата річка ставала надто широкою для переправи, а на північ від Каір-Андроса протікала через непролазні твані, де у неї вливалася притока — річка Ента. Тому Каір-Андрос мав важливе стратегічне значення упродовж багатовікових конфліктів з Мордором на сході. Острів використовувався як цитадель уже під час Братовбивчої Війни і був знову укріплений для захисту Анорієна після того, як Ітілієн впав під навалою мордорських уруків.
Ґондорська залога перебувала на Каір-Андросі до початку Війни Перстеня, але була розбита військами Мордору, а сам острів — окупований незадовго до початку Облоги Ґондору. Пізніше Арагорн під час походу до Чорної Брами відправив невелику групу воїнів, щоб відбити острів назад, якщо там на той момент ще перебували ворожі загони. Після падіння Саурона, Каір-Андрос використовувався як транзитний пункт під час підготовки до святкувань на Кормаленському полі.

#### Кам'яновізна долина
Вузька довга ущелина на північних схилах Білих Гір, яка пролягала зі сходу на захід позаду хребта, що переходив у пагорби Амон-Діну, Ейленаху та Нардолу та був укритий Друаданським лісом. Нижня частина долини була вирівняна ґондорцями у давнину, коли було збудовано дорогу, достатньо широку для того, щоб вози з камінням з кар'єрів могли їздити до самого Мінас-Тіріта. Наприкінці Третьої Епохи вона перестала бути потрібною і остаточно заросла. У «Володарі Перстенів» західна частина дороги починалася біля Мін-Рімону, однак у іншому місці говориться, що долина закінчувалася у Нардолі, де розташовувалися кар'єри, і Крістофер Толкін припускає, що більш рання згадка могла бути помилковою. На Синдаріні назва долини звучить як Imrath Gondraich.

#### Келос
Друга з П'яти Річок Лебенніну, яка починалася у Білих Горах та впадала у Сіріт.

#### Кіріл
Річка у Ґондорі, яка брала початок на самотній вершині у Ламедоні. Вона протікала через Калембел та впадала у Рінгло.

#### Кормаленське поле
Широке зелене поле в Ітілієні поблизу Геннет-Аннун, де відбувалися святкування після остаточного падіння Саурона. За словами Крістофера Толкіна назва перекладається з Синдаріна як «Золоте коло» та стосується назви дерев «кулумальда» (кв. culumalda, у перекладі — «золотаво-червоне дерево»), які росли там.
У «Повернення Короля» це місце описується як зелена галявина, заповнена яскравим сонячним сяйвом, оточена стрункими високими деревами з темними, вкритими червленими квітами кронами. Через цю галявину між квітучих берегів пробігав швидкий потік, який зникав під аркою дерев, а за аркою далеко унизу виблискувала на сонячній рівнині сяюча смуга води. У нічній тиші на цьому полі було чутно шум води, яка падала зі скелі й по вузькому руслу крізь кам'яну браму текла по вкритих розмаїттям квітів заплавах Андуїна навпроти острову Каір-Андрос.

#### Морнан
Глибока розколина на південному боці Білих Гір, з якої витікала річка Мортонд. За Крістофером Толкіном вона отримала свою назву — «Чорна долина» — «не тільки завдяки двом високим горам, між якими простягалася, але понад усе через дорогу, що проходила по ній від Воріт Мертвих, по якій не ходив жоден з живих».

#### Моргулдуїн
Моргулдуїн (синд. Morgulduin, у перекладі — «Річка чаклунства») — річка у Ітілієні, яка починалася у Моргульській долині. Вона текла повз Мінас-Ітіль та впадала у Андуїн. Її берегом йшла стара нуменорська дорога від Ісілдурової фортеці до Осгіліата. За «Володарем Перстенів» у часи Війни Перстеня у Імлад-Моргулі біля витоків Моргулдуїна по обидва береги річища лежали широкі низини та тінисті луки, порослі блідими білими квітами, а вода текла тихо і парувала, однак ті випари були жахливо холодні. У іншому місці названий також отруйною річкою.

#### Нен-Нітоель
Велике озеро на Андуїні на схід від Рогану та на північ від Ґондору, утворене схилами Емін-Муїл та водоспадом Раурос. Це озеро було майже 20 миль (32 кілометри) у довжину з півночі на південь, і 10 миль (16 кілометрів) завширшки. Біля північного краю озера ґондорцями у часи правління Ромендакіла ІІ були збудовані велетенські статуї Аргонату, які позначували північний кодон Королівства. На південному краю озера знаходилися три пагорби — Амон-Ген (Гора Зору) на західному березі, Амон-Ло (Гора Слуху) на східному та крутий острів посеред озера — Тол-Брандір. Ніхто ніколи не бував на тому острові через стрімку течію у південній частині озера, де води Андуїна падали униз водоспадами Рауроса.
У «Володар Перстенів» розповідається, що Братство Перстеня прибуло до Нен-Нітоель 25 лютого 3019 року Третьої Епохи та розбило табір у Парт-Галені поблизу Амон-Гена. У тому місці загинув Боромир та відбувся розпад товариства: Фродо та Сем на човні перепливли на східний берег і продовжили свій шлях через Емін-Муїл до Мордору, Піппін та Меррі були схоплені Урук-хаями Сарумана, а Арагорн, Леголас та Гімлі після того, як тіло Боромира на човні було довірено Андуїну, почали переслідувати Урук-хаїв, щоб звільнити гобітів.

#### Парт-Гален
Зелена галявина над Водоспадами Рауроса біля підніжжя Амон-Гену. Вона розташовувалася на західному березі Нен-Нітоель біля південного краю озера. У «Володарі Перстенів» описується як прекрасний зелений схил, зрошуваний невеликим струмком. У перекладі з Синдаріну «парт» означає «поле, огороджену галявину» та споріднене з «пат» («узвишшя»), а «гален» означає «зелений». У цьому місці відбувся розпад Братства Перстеня.

#### Перешийок Тарланга
Вузький перевал на відрозі Білих Гір, який поєднував долину Мортонда на заході з Ламедоном на сході. У перекладі з Синдаріну «тарланг» означає «крутий підйом», і за Толкіном мало означати первісну назву гірського хребта, яка пізніше була інтерпретована людьми у власну назву.

#### Пінат-Ґелін
Пінат-Ґелін (синд. Pinnath Gelin, у перекладі означає — «Зелені хребти») — пагорби у західній частині Ґондору між Білими Горами та Анфаласом. Перед Облогою Ґондору звідти на допомогу Мінас-Тіріту прийшов загін з трьох сотень людей, одягнутих у зелене.

#### Порос
Річка на півдні Ґондору, яка утворювала північну межу спірної території Південного Ґондору та південну межу Ітілієну. Наприкінці Третьої Епохи по ній фактично проходив південний кордон Ґондору. Довжина Пороса складала близько 400 миль (640 кілометрів). Він починався у горах Ефель-Дуат та потім тік на південний захід близько 300 миль (480 кілометрів), де повертав на північ та впадав у Андуїн майже біля самого гирла. На Поросі знаходилася переправа, де проходила старовинна Гарадська дорога.

#### Порубіжний струмок
Річка на кордоні між Ґондором та Роганом. На Синдаріні називалася Глангір (Glanhír) та утворювала рубіж між ґондорською областю Анорієн та роганською провінцією Східний фолд. Вона протікала крізь Фірієнський ліс, який ріс навколо Галіфірієнського пагорба.

#### Рінґло (річка)
Рінґло (синд. Ringló) — річка у Ґондорі, яка починалася з двох безіменних річок у південних відрогах Білих Горах неподалік від Белфаласа. Вона протікала через Етрінґ, потім повертала на північ до Тарносту, де зустрічалася з Сірілом та впадала у Море разом з Мортондом та Еделондом.

#### Серна
Четверта з П'яти Річок Лебенніна. Вона починалася на рівнині Лебенніну та впадала у Затоку Белфалас на північ від Гирла Андуїна у місті Лінгар. Її ім'я англійською зазвичай пишеться як Serni, хоча у передвомі до «Пригод Тома Бомбадила» Толкін використовує форму Sernui.

#### Сірий гай
Дикі сірі нетрі на східному краю Кам'яновозної долини між Амон-Діном та Білими Горами. Під час Війни Перстеня вони слугували прикриттям роганському війську під час переходу від Амон-Діну до Пеленорських полів.

#### Сіріт
Третя з П'яти Річок Лебенніну. Її притокою був Келон, а Сіріт упадала у Андуїн у Пеларгірі.

#### Толфалас

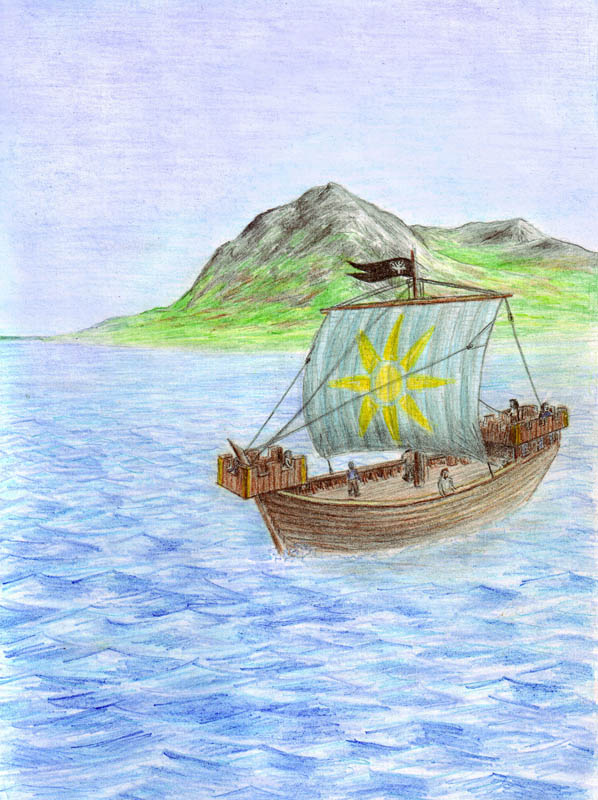
Толфалас

Острів у Великому Морі неподалік від гирла Андуїна, який розташовувався між двома мисами Белфаласу та Південним Ґондором. Назва походить від синдарінських слів «тол», острів та «фалас», берег. У одній з чернеток Толкіна згадується, що спочатку Толфалас був набагато більшим, однак унаслідок повені, викликаної затопленням Нуменору, його було майже зруйновано, і острів перетворився на безплідну та самотню скелю серед води.

#### Тумладен
Долини Тумладена та Лоссарнаха згадуються у «Володарі Перстенів» як місцини, через які проходить південна дорога з Мінас-Тіріта до Лебенніна. Про ці місця нічого більше не говориться, крім того, що назва «Тумладен» перекладається як «Широка долина». У «Сильмариліоні» долина Тумладен на заході Белеріанду була відома також як Гондолін.

#### Фірієнський ліс
Ліс на кордоні Ґондору та Рогану, також знаний як Фірієнгольт, через який протікав Порубіжний струмок. Білі Гори знаходилися на південь від лісу, і на Галіфірієні, одній з вершин, знаходилася могила Еленділа.

### Поселення та фортеці

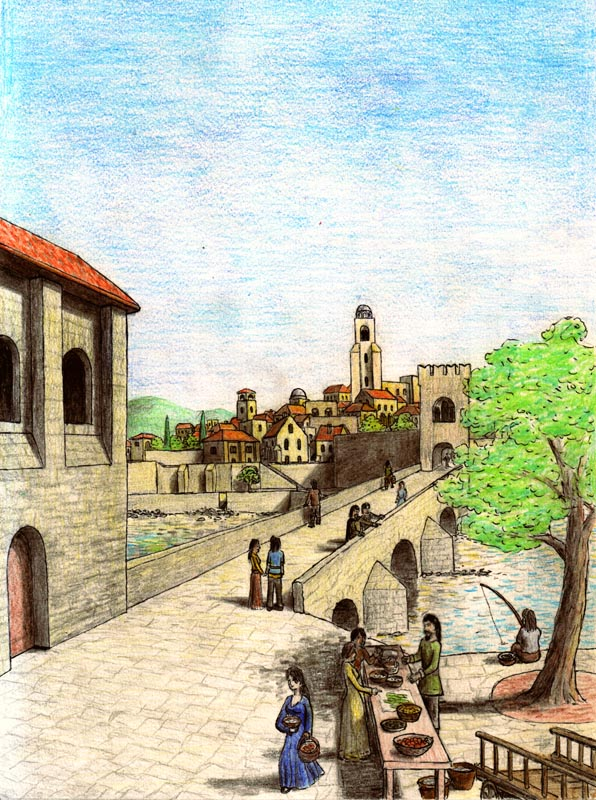
Етрінг

#### Гарлонд
Пристань на Андуїні поблизу Мінас-Тіріта, збудована на невеликій території між річкою та південною частиною Рамас-Ехор. Назва перекладається з Синдаріну як «південні гавані». Гарлонд використовувався для зустрічі кораблів, які припливали з південних областей Ґондору до Мінас-Тіріта, а раніше використовувався як база королівського флоту.
15 березня 3019 року під час Пеленорської битви Арагорн приплив до Гарлонда з допомогою на кораблях корсарів.

#### Дол-Амрот
Замок та поселення на західних берегах Белфаласу, назване на честь Амрота з Лотлорієна. Дол-Амрот населяли нащадки нуменорців, які мали темне волосся та сірі очі, і у жилах яких текла чиста нуменорська кров. Вважалося, що у жилах Князів Дол-Амрота крім нуменорської текла ще й ельфійська кров. У текстах Толкіна практично нічого не говориться ні про походження, ні про родовід Князів Дол-Амрота.

#### Еделлонд
Еделлонд (англ. Edhellond) — древня гавань та поселення ельфів у Ґондорі, яке розташовувалося на південь від місця, де зливалися води Мортонду та Рингло. Назва перекладається з синдарину як «Ельфійська гавань».
У одному з тексті Толкіна говориться, що Еделлонд було засновано утікачами-синдарами на трьох маленьких кораблях, які врятувалися з зруйнованого Белеріанду після того, як Моргот знищив усі тамтешні ельфійські королівства. У іншій версії розповідається, що деякі утікачі з Доріату під час своїх поневірянь заснували гавань Еделлонда. У обох версіях первісні засновники гавані володіли мистецтвом кораблебудування, з яким у Першу Епоху були обізнані лише Кірдан та ельфи Фаласу. З часом Еделлонд був заселений нандорами, які шукали місця, звідки вони могли б відпливати у Море на Заобрійний Захід. Амрот, правитель Лотлорієна, у 1981 році Третьої Епохи загубився поблизу Еделлонда, виглядаючи свою кохану Німродель. Після цього майже усі ельфи відпливли на Захід з Еделлонда, рятуючись від тіні Середзем'я. У часи Війни Перстеня в Еделлонді уже не лишилося жодного ельфа, і спорожніле поселення заселили люди Ґондору.

#### Етрінг
Поселення у Ламедоні поблизу бродів річки Рінгло.

#### Ізенгард
Фортеця біля південного краю Імлистих Гір, збудована нуменорцями у Другу Епоху. У Третю Епоху у ній тривалий час стояла ґондорська залога, допоки у 2710 році її не було розбито горянами Сірого Краю. Через півстоліття Ізенгард було передано у володіння Саруману.

#### Калембел
Містечко на річці Сіріл біля підніжжя Білих Гір у Ламедоні. Назва ймовірно перекладається з Синдаріну як «зелена огорожа».

#### Лінгір
Містечко та порт у Лебенніні, який знаходився при броді біля місця, де зливалися річки Гілраїн та Серна, неподалік від місця їхнього впадіння у Море. Під час Війни Перстеня Лінгір захищали люди Лебенніна та Ламедона від гарадримів та умбарських корсарів, які втекли з наближенням Мертвих з Гірського Скиту.

#### Мінас-Анор (Мінас-Тіріт)

План Мінас-Тіріта

Від початку це була фортеця, збудована Анаріоном на східному краю Білих Гір як залога проти жорстоких місцевих племен, що пізніше перетворилася у літню резиденцію Королів, і, кінець-кінцем, стала столицею Ґондору у 1640 році Третьої Епохи.

#### Мінас-Ітіль
Фортеця, збудована Ісілдуром у долині Ефель-Дуат для нагляду за перевалами Мордору. Її було завойовано Назгулами у 2002 році Третьої Епохи, і відтоді вона перетворилася на головну загрозу для Мінас-Тіріта та отримала нове ім'я Мінас-Моргул. Після остаточної перемоги над Сауроном, Король Елесар сказав, що Мінас-Моргул буде зруйновано, однак у текстах Толкіна не говориться, чи було виконано цей наказ.

#### Осгіліат
Осгіліат (синд. Osgiliath, у перекладі означає — «Цитадель Володарів Зірок») — перша столиця Південного Королівства, яка знаходилася на обох берегах річки Андуїн. Її було засновано Еленділом та його синами Ісілдуром та Анаріоном наприкінці Другої Епохи. Під час Братовбивчої війни Осгіліат зазнав руйнувань через пожежу, а пізніше втратив більшу частину населення під час Смертельної моровиці. Напівзруйноване місто було остаточно залишено 2475 року Третьої Епохи, коли мордорські уруки вдерлися до Ітілієну та зруйнували найбільший міст Осгіліату. Їх відігнав Боромир, син Намісника Денетора І.
Осгіліат став театром військових дій на початку Війни Перстеня, коли 3018 року сауронові війська атакували та зайняли східну частину міста. З західного берега орків відтіснив Боромир, і тоді ж було зруйновано останній з тамтешніх мостів на Андуїні. Під час вторгнення у Ґондор сауронові війська знову атакували західну частину Осгіліата і, прорвавши оборону, взяли у облогу Мінас-Тіріт, після чого розпочалася битва на Пеленнорських полях.
У фільмі Пітера Джексона «Володар перснів: Дві вежі» Фарамир уводить Фродо, Сема та Голума до Осгіліата, де вони стають свідками битви. Цей епізод у фільмі не відповідає книзі.

#### Пеларгір
Пеларгір (синд. Pelargir, у перекладі означає — «Пристань (двір)королівських кораблів») — великий порт на півдні Ґондору, розташований у Лебенніні у гирлі річки Андуїн. Пеларгір було засновано 2350 року Другої Епохи до Падіння Нуменору, і згодом він перетворився на основну твердиню Друзів Ельфів у Середзем'ї. У текстах Толкіна говориться, що повінь, яка розпочалася після затоплення Нуменору, значно збільшила розміри Затоки Белфаласу на півдні та на сході, так що Пеларгір, який знаходився лише на відстані кількох миль від Моря, опинився далеко у глибині краю.
Давню гавань було приведено до ладу Королем Еарнілом І, який перетворив її на головну морську базу ґондорського флоту, якою вона залишалася у часи завоювань Морських Королів. Під час Братовбивчої війни Кастамир Узурпатор збирався зробити Пеларгір своєю столицею, а після своєї поразки він та його сини втекли туди і витримували облогу протягом року, перш ніж відступити до Умбару.
Двома століттями потому їхні нащадки вирушили у рейд угору по Андуїну, спустошили Пеларгір та вбили Короля Мінарділа, і відтоді порт перебував під постійною загрозою з боку Умбару та Гараду. Його було наново укріплено лише у часи Намісника Ектеліона ІІ, але під час Війни Перстеня Пеларгір зайняли умбарські корсари, котрих розігнало військо Мертвих Гірського Скиту, яке привів Арагорн.
З Пеларгіру на кораблях умбарських корсарів Арагорн та його люди вирушили на допомогу Мінас-Тіріту у Пеленорській битві.

#### Тарност
Місто у Ґондорі, розташоване біля північного підніжжя Пагорбів Тарноста між річкою Гілраїн на сході та Дол-Амротом на заході. На північ від Тарносту протікала річка Рінгло. У «Володарі Перстенів» місто не згадується.

#### Умбар
На початку гавань на південному березі Затоки Белфалас під владою Чорних Нуменорців. Її було взято Ґондором у 933 році Третьої Епохи. Відтоді вона перебувала під владою Королів аж до 1448 року, коли під час Братовбивчої війни Умбар перейшов під контроль Кастамирових повстанців. 1810 року король Телумехтар Умбардакіл відвоював місто, але через деякий час його було знову втрачено. У Четверту Епоху у часи правління Короля Елесара Умбар було відвойовано Ґондором.

### Вартові маяки Ґондору

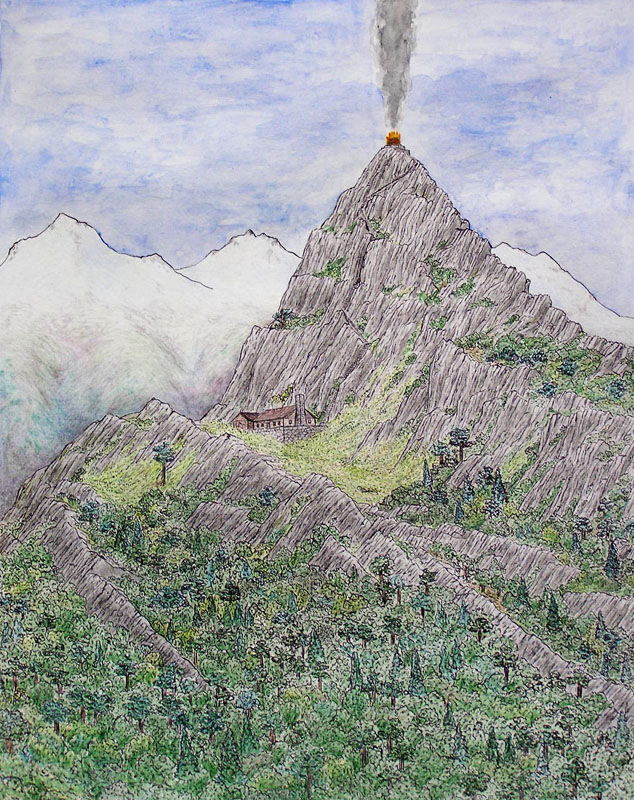
Ейленах

Вартові маяки Ґондору були системою оповіщення краю. Розташовані на верхівках кількох пагорбів по обидва боки Білих Гір, маяки були сигнальними вогнями, біля яких постійно чергували воїни Ґондору, і які мали попереджати рогіримів про небезпеку, яка загрожувала Південному Королівству (або ж навпаки, що траплялося рідше). Є згадки також і про аналогічну систему маякі з південної сторони Білих Гір, яка використовувалася для передачі сигналів у південні області Ґондору. Крім того, при маяках постійно тримали запас дров та олії, а також свіжих коней для гінців Королівства.
Систему Вартових маяків Ґондору було збудовано при Намісниках, і вона простягалася від Мінас-Тіріта до найзахіднішого ґондорського пограниччя. У «Володарі Перстенів» згадується лише північна система маяків, які було запалено у ніч з 7 на 8 березня 3019 року Третьої Епохи, незадовго до Облоги Ґондору. Ця система включала у себе сім Маякових пагорбів між Мінас-Тірітом та кордонами Рогану загальною довжиною у близько 150 миль. Ці маяки мали назви (зі сходу на схід): Амон-Дін, Ейленах, Нардол, Ерелас, Мін-Рімон, Каленгад та Галіфірієн.
У «Незакінчених оповіданнях» («Кіріон та Еорл») докладно описується лише останній з маяків, Галіфірієн. Розповідається, що то був найвищий з північних маяків, який здіймався над лісом, а позаду нього знаходилася темна долина Фірієн у північному відрозі Білих Гір. Галіфірієн здіймався над долиною неначе урвиста стіна, однак інші схили пагорбу, на якому він знаходився, особливо північні, були довгими та положистими, і ліс ріс на них майже до самої вершини. У давні часи через ліс проклали дорогу, і з часів Ісілдура більше ніхто, крім наглядачів маяка, обов'язком яких було доглядати маяк та підтримувати у порядку комунікації, не зрубав у Фірієнському лісі жодного дерева. Від тракту неподалік від узлісся відходила стежка, яка, звиваючись, йшла схилом угору і у місці, де закінчувалися дерева, переходила у давні кам'яні сходи, що виводили до самого маяка. Наглядачі жили у сторожовій хаті поблизу верхівки пагорба, і були єдиними мешканцями лісу. Вони чергували змінами і надовго не затримувалися там, хіба що наступна зміна трохи спізнювалася через негоду.
Назва Галіфірієн мовою рогіримів означає «Священна Гора». До їхнього приходу пагорб називався на Синдарині Амон-Анвар, Благоговійний пагорб, однак значення цієї назви у Ґондорі не знав ніхто, окрім королів та намісників; у «Кіріоні та Еорлі» розповідається ж бо, що на тій горі знаходилася могила Еленділа. У часи величі та слави Ґондору на горі не було маяка, бо допоки палантири підтримували зв'язок між Осгіліатом, Мінас-Анором, Мінас-Ітілем та Ортханком, у гінцях та сигналах не було потреби. Після знелюднення Каленардону обов'язки охорони підступів до столиці Ґондору з півночі або з-за Андуїна перейшли до мешканців Анорієну. Для зв'язку з ними були збудовані та утримувалися у порядку три найдавніших маяки (Амон-Дін, Ейленах та Мін-Рімон).

### Аргонат
Аргонат (син. Argonath, у перекладі — «Королівські камені») — монументальна споруда, яка являла собою дві велетенські кам'яні статуї Ісілдура та Анаріона, які стояли по обох берегах Андуїна з північного боку Нен-Нітоель. Статуї було уперше споруджено близько 1240 року Третьої Епохи за наказом Ромендакіла ІІ для позначення північних кордонів Ґондору, хоча, на момент, коли Братство Перстеня у 3019 році Третьої Епохи пройшло крізь Аргонат, ця область уже не належала Південному Королівству та перебувала у запустінні.
Кожна з фігур кам'яних королів мала корону та шолом, у правиці стискала сокиру, а ліва рука була піднята на знак погрози ворогам Ґондору.
У «Володарі Перстенів» Аргонат описується наступним чином:
|  | Високими вежами здіймалися стовпи назустріч Фродо. Йому здалося, що це гіганти, величезні сірі постаті, мовчазні та загрозливі. Пізніше він переконався, що вони справді мають людську подобу.: стародавні майстри вирізьбили їх, і, незважаючи на сонце та дощі забутих років, вони все ще зберігали величні риси. На могутніх п'єдесталах, що підіймалися з глибоких вод, строяли два кам'яні королі: напівстерті очі з-під потрісканих брів усе ще похмуро дивилися на північ. Ліва долоня кожного була піднесена в застережному жесті; у правиці кожен тримав сокиру; голови вінчали покришені шоломи з короною. Могутністю і величністю все ще віяло від цих мовчазних охоронців давно зниклого королівства. |

Аргонат відомий також під назвою Ворота Королів чи Стовпи Королів.

## Суспільство Ґондору

### Культура та вірування
Толкін майже не описує культуру Південного Королівства, за виключенням питання мови. У його роботах згадується лишень про високо розвинуте каменярство та кам'яне будівництво, а також кораблебудування у часи Королів.
Говориться також, що люди Ґондору любили зводити кам'яні споруди, присвячували багато сил та часу дослідженням давнини та діянь своїх пращурів. Особливо шанованими у них були генеалогія, геральдика, астрологія, алхімія, військова справа. У Ґондорі також зберігалося багато знань давнини, як у сувоях, так і у книгах, хоча значення багатьох поступово забувалося.
У «Поверненні Короля» говориться також про високо розвинену лікувальну справу у Мінас-Тіріті.
Фарамир у розмові з Фродо говорить також про звичай дивитися у мовчанні на захід перед трапезою, у пам'ять про загиблий Нуменор. У «Поверненні Короля» описується також інший звичай: вітання з «уклоном та руками, складеними на грудях».
У «Двох вежах» згадується, що люди Ґондору не брешуть, і дуже рідко хваляться, однак у такому випадку або виконують обіцяне, або умирають, зробивши спробу виконати.
Значно більш докладно описуються вірування та світосприйняття ґондорців, що сформувалися, значною мірою з впливом Ельфів. Зокрема, ґондорці знали про Валарів та Еру Ілуватара, Моргота та його бунт. Деякі місця та дати, пов'язані з пам'ятними подіями, як-от: клятва біля Галіфірієнського пагорбу, вершина гори Міндолуїн тощо або такі, що асоціювалися з Валарами (Елберет, Улмо, Ороме тощо), вважалися священними. Описи різноманітних ритуалів та обрядів у роботах Толкіна не наводяться, хоча є відомості, що у Ґондорі відзначалися різноманітні свята: 25 день місяця Гваерон — перемога над Сауроном, з 28 по 30 день місяця Лотрон — Дні Моря тощо.

### Мова
Основною мовою Ґондору був вестрон або Загальна говірка, що походила від адунаїка, мови Нуменору. У «Володарі Перстенів» згадується, що у Південному Королівстві користувалися особливою формою вестрону, дещо більш архаїчною та шляхетною, ніж у інших місцях. Наприкінці Третьої Епохи Синдаріном у Ґондорі спілкувалися лише деякі, загалом, мешканці Мінас-Тіріта та навколишніх земель, а також у Дол-Амроті. Синдарін вважався «ґречною» мовою, на ньому говорили тоді, коли хотіли засвідчити свою пошану, як-от, наприклад, до Перегріна, який потрапив до столиці Ґондору з Гандальфом. Мову Квенья знали не гірше, ніж латину у ХХ столітті — то була мова знань, якою давали титули, або складали важливі документи чи словесні формули. Наприклад, клятва Намісника Кіріона про союз із Роганом була принесена на Квенья.
Більшість географічних назв Ґондору були на Синдарині, оскільки Ґондор від початку заселяли Вірні німенорці, друзі ельфів, які на знак протесту проти заборони ельфійських мов у Нуменорі давали географічні назви своїм володінням на Синдарині або ж пристосовували до нього раніше існуючі.

### Економіка та грошова система
У «Володар Перстенів» та у інших місцях говориться, що у Ґондорі було достатньо зрошуваних земель, аби прогодувати усе його населення. Згадується також і існування певної промисловості, наприклад, обробка каменя, хоча достатньо докладно вона ніде не описується. Відомо про існування фруктових садів у Лоссарнаху, а також садів у Ітілієні. На рівнинах навколо Мінас-Тіріта знаходилися розорані поля, і там також вирощували фрукти та розводили худобу.
У короткому тексті, який від початку готувався як один з додатків до «Володар Перстенів», але так і не був включений до книги, згадується про ґондорські монети наступним чином: "У Ґондорі (слово на вестроні) тарні використовувався як срібна монета, 1/4 частина кастара (на Синдаріні канат чи одна четверта частина «міріана»).

### Населення Ґондору
Наприкінці Третьої Епохи більшість ґондорців жила у Мінас-Тіріті, Лебенніні та Лоссарнаху, а також у Белфаласі. Населення Південного Королівства складали не тільки дунадани, нащадки нуменорців, але також і нащадки людей, що жили у цих землях до приходу Еленділа та його синів, а також певна кількість нащадків північан, родичів рогіримів. Дунадани Ґондору були високими, темноволосими та мали сірі очі.
Деякі з мешканців Ґондору, що не належали до дунаданів, тим не менше, були споріднені з Трьома Домами Аданів давнини. До таких відносилися північани та, за однією з версій, люди Дол-Амрота з Дор-ен-Ерніл. У жителі Лоссарнаху кров була мішаною, і серед них зустрічалися невисокі та смагляві люди, нащадки народу, що жив у цих місцях до приходу нуменорців.
Поселення друаданів уже в часи заснування Ґондору збереглися лише у двох місцях — у лісах Анорієну та у Друвайт Яур, яке не входило до складу Південного Королівства. Скоріше за все друадани Анорієна ніколи не вважали себе підданцями королів Ґондору. Король Елесар після перемоги над Сауроном віддав їм у вічне володіння їхній ліс у Анорієні, так що ніхто не мав права входити до нього без їхнього дозволу.

### Влада та управління
Згідно з Додатками до «Володаря Перстенів» головою держави у Ґондорі був Король. На відміну від Нуменору, влада успадковувалася виключно за чоловічою лінією з часів Менельділа, переходячи до старшого з синів попереднього короля, якщо у нього були сини, а сам спадкоємець зазвичай «брав участь у нарадах та командуванні військами». У разі відсутності прямих спадкоємців або ж, якщо спадкоємці на момент смерті короля ще були неповнолітніми, влада переходила до одного з родичів попереднього короля, який діяв як регент, або до Намісника. У випадку відсутності у короля прямих спадкоємців та наступників спір про право престолонаслідування мав вирішуватися Радою Ґондору, до якої входили представники шляхетних ґондорських родів.
Родовід Королів Ґондору починався з Еленділа, проводаря Вірних Нуменорців, а через нього сходив до Еаренділа, який завдяки Сильмарілу зміг переплисти Море та просити Валарів про заступництво та допомогу у війні з Морготом.
За звичаєм Король командував військами Ґондору у найбільших битвах, і тоді один з його нащадків мав залишатися удома та діяти як регент. Влада Короля була абсолютною і, зазвичай, не обмежувалася нічим, хоча, у окремих випадках Рада Ґондору могла давати йому відповідні поради.
Інститут Намісництіва (кв. Arandur, у дослівному перекладі — «слуга короля») було засновано Королем Ромендакілом І для запобігання втрати королівських традицій та знань. Намісник обирався Королем серед «людей найвищої довіри та мудрості, зазвичай літнього віку, оскільки йому не дозволялося йти на війну чи залишати край». З часом ця посада набула більшого значення, перетворившись на «постійного порадника та, у разі необхідності, замісника Короля». З часів короля Тарондора Намісників призначали виключно з чоловіків, що належали до Дому Намісника Гуріна .
Наступний дуже важливий інститут було започатковано Королем Нармакілом І, який призначив свого племінника Міналкара на посаду з титулом Carma-cundo, «Хранителя Шолому», що у Ґондорі прирівнювалося до регента. Після того він фактично виконував обов'язки короля, хоча й видавав усі накази іменем Нармакіла чи Калмакіла, крім випадків, що стосувалися військової справи, у якій йому належали усі повноваження.
Після загибелі Короля Еарнура, його намісник Марділ продовжував правити Ґондором іменем короля, а оскільки у Еарнура не було нащадків, влада після смерті Марділа перейшла до його спадкоємців. Правлячі Намісники мали усю повноту королівської влади, однак ніколи не перебирали на себе королівський титул: кожен Намісник, заступаючи на посаду, приносив клятву зберігати жезл та правити іменем Короля, допоки той не повернеться, хоча з плином віків ця клятва перетворилася значною мірою на формальність. Однак у часи правління Намісників королівський трон лишався пустим, корона та скіпетр лежали на своєму місці, а королівське знамено ніколи не здіймалося над Мінас-Тірітом. У «Двох Вежах» наводяться слова останнього ґондорського Правлячого Намісника Денетора ІІ, який казав, що намісник у Годорі ніколи не стане Королем, хоч би й минуло десять тисяч років з моменту уходу останнього.
Інститут намісництва перетворився на спадковий уже в часи Марділового діда, і відтоді переходив до старшого сина, а за відсутності синів у намісника, спадкоємець обирався серед найближчих родичів Радою Ґондору . У часи Війни Перстеня Рада складалася з воєначальників та очолювалася безпосередньо самим Намісником. У «Поверненні Короля» описується одне з зібрань такої Ради, на якому вирішувалося питання доцільності відвоювання Осгіліата незадовго до Облоги Ґондору. Повноваження та обов'язки Ради ніде не описуються докладно, але у Додатках до «Володаря Перстенів» згадується, що Рада відмовила Арведуї у його зазіханнях на престол Південного Королівства по смерті Короля Одногера. Можливо, «старійшини», які відрядили Боромира до Рівендолу, належали до Ради Ґондору, хоча у самому тексті прямо про це нічого не говориться.
Місцеве управління у Ґондорі описується як дуже подібне на те, що існувало у феодальні часи. Мінас-Тіріт і прилегла до нього місцевість управлялася безпосередньо Намісником, який також вважався Правителем Міста. Деякі з областей Ґондору мали власних правителів, зокрема, Лоссарнах, Ламедон, Анфалас, Пінат-Гелін, долини Рінгло та Мортонд. Особливе становище у Південному Королівстві займали Князі Дол-Амрота, які правили власним доменом у Белфаласі, однак були васалами Короля. За одним з текстів Толкіна титул «князя» був дарований першому з правителів Дол-Амрота ще Еленділом, якому той доводився родичем. Пізніше Князь міг ставати діючим Намісником, якщо сам Намісник був відсутнім або недієздатним. Таку ж саму князівську владу було пізніше надано Арагорном Фарамирові, який став Князем Ітілієну.
З інших ґондорських інститутів у текстах Толкіна згадуються «міністри Корони та розвідка», яка врятувала Палантири; «Хранитель Ключів», «Начальник охорони Білої Вежі», «Капітан Ґондору» та «Генерал-капітан», посади яких займали Фарамир та Боромир відповідно.
Часи правління Намісників не можна назвати спокійними, адже саме на їхні плечі ліг основний тягар боротьби з Сауроном, відбиття нападів східнян], орків та умбарських корсарів.

#### Королі Ґондору
Рід королів Ґондору через Аманділа, батька Еленділа, споріднений з Володарями Андуніе, а через них з Сілмаріень та Королями Нуменору.
Еленділ був першим королем Арнору та правив Ґондором як Верховний Король усіх дунаданів-вигнанців Середзем'я. До Війни Останнього Союзу двоє його синів, Ісілдур та Анаріон, правили Ґондором як співправителі. Наступником Еленділа став Ісілдур, який після загибелі батька успадкував також і титул Верховного Короля. Вирушаючи на північ, Ісілдур залишив Південне Королівство в управління Менелділу, сину свого молодшого брата Анаріона, однак як Верховний Король зберіг над ним свою найвищу владу. Після загибелі Ісілдура Ґондор став фактично незалежним, і надалі ним правили нащадки Анаріона.
1. Еленділ, син Аманділа. Номінальний правитель Ґондору як Верховний Король у 3320-3441 роках Другої Епохи. Його сини Ісілдур та Анаріон були фактичними співправителями Ґондору до смерті Анаріона у 3440 році Другої Епохи.
2. Ісілдур — номінально з 3441 року Другої Епохи до 2 року Третьої Епохи як Верховний Король.
3. Менельділ — четвертий син Анаріона, правив з 2 по 158 роки Третьої Епохи. Він був останнім з людей, народжених у Нуменорі до його затоплення.
4. Кемендур — 158—238 роки.
5. Еарендил — 238—324 роки.
6. Анарділ — 324—411 роки.
7. Остогер — 411—492 роки. Він відбудував Мінас-Анор як свою літню резиденцію. Під час його правління розпочалися напади східнян на Ґондор.
8. Ромендакіл І (Таростар) — 491—541 роки. Як спадкоємець престолу виступив у похід проти східнян та розбив їх. Пізніше, коли східняни знову напали на Ґондор, він виступив проти них з військом, однак загинув у битві.
9. Турамбар — 541—667 роки. Помстився за смерть батька, відвоювавши у східнян значну частину Рованіона.
10. Атанатар І — 667—748 роки.
11. Сіріонділ — 748—840 роки.
12. Тараннон Фаластур — 840—913 роки. Перший з Морських королів, помер бездітним. Розпочав політику досліджень та завоювань, яка значно збільшила міць Ґондору. Його дружиною була сумнозвісна Берутіель, яку Таранор примусово відправив у вигнання.
13. Еарніл І — 913—936 роки. Племінник Таранора та другий з Морських королів. Завоював Умбар та приєднав його до Ґондору, але загинув у шторм далеко від берега.
14. Кіріанділ — 936—1015 роки. Третій з Морських королів. Загинув під час оборони Умбара від гарадримів та чорних нуменорців.
15. Гьярмендакіл І (Кірьягер) — 1015—1149 роки. Останній з Морських королів. Зібрав велику армію для того, аби помститися за смерть батька та відвоювати узбережжя у Гарада. У роки його правління Ґондор досягнув вершини своїх сили та слави і простягався від Імлистих Гір до Умбару та від Великого Моря на заході до Рунійського моря на сході.
16. Атанатар ІІ Алкарін — 1149—1226 роки. Від часів його правління у Ґондорі розпочався тривалий занепад його сили та впливу, який не переривався до часів сходження на престол Короля Елесара наприкінці Третьої Епохи.
17. Нармакіл І — 1226—1294 роки. Другий бездітний Король. Невдовзі втомився від влади та у березні 1240 року лише через 14 років після сходження на престол, передав правління своєму племінникові Міналькару, який правив як регент іменем Короля до кінця життя Нармакіла.
18. Калмакіл — 1294—1304. Молодший брат Нармакіла, який був лише номінальним правителем, оскільки усі важелі впливу зберіг його син Міналькар.
19. Міналькар, коронований під іменем Ромендакіла ІІ. З 1240 по 1304 рік був спадкоємцем престолу та регентом, з 1304 по 1366 роки правив як Король. У часи його правління року 1240 було збудовано Аргонат.
20. Валакар — 1366—1432 роки. Одружився з Відумаві, дочкою правителя Рованіону. Пізніше у роки його правління прибережні області Ґондору охопив неспокій.
21. Вінітарія, коронований під іменем Елдакар — 1432—1437. Був позбавлений трону та змушений був піти у вигнання до Рованіону через підступи його далекого родича Кастамира.
22. Кастамир Узурпатор — заволодів троном Ґондору під час Братовбивчої війни 1437 року, убитий у 1447 році.
23. Елдакар — повернув собі владу та правив з 1447 по 1490 рік.
24. Алдамір — 1490—1540 роки. Роки його правління були позначені постійними військовими конфліктами з умбарськими корсарами.
25. Гьярмендакіл ІІ (Віньяріон) — 1540—1621 роки. У 1551 році здобув велику перемогу над гарадримами.
26. Мінарділ — 1621—1634 роки. Убитий у Пеларгірі умбарськими корсарами.
27. Телемнар — 1634—1636 роки. Помер у Смертельну моровицю разом з усіма дітьми.
28. Тарондор — 1636—1798 роки. Племінник Телемнара, чиє правління серед усіх королів Ґондору тривало найдовше. Він переніс столицю з Осгіліата Мінас-Анора.
29. Телумегтар Умбардакіл — 1798—1850 роки.
30. Нармакіл ІІ — 1850—1856 роки.
31. Калімегтар — 1856—1936 роки.
32. Ондогер — 1936—1944 роки. Загинув у битві разом з двома синами. Його дочка Фіріель була дружиною Арведуї, короля Артедайна. За давнім нуменорським законом вона могла успадкувати трон, однак замість цього корону було віддано Еарнілу.
33. Еарніл ІІ — 1945—2043 роки. Отримав корону після річного правління Намісника Пелендура. Нащадок Телумегтара Умбардакіла.
34. Еарнур — 2043 — приблизно 2050 роки. Останній король Ґондору. Був ув'язнений у Мінас-Моргулі, і відтоді його ніколи не бачили серед живих. Відтоді Південним Королівством управляли Намісники аж до кінця Третьої Епохи, коли на престол зійшов Арагорн.
35. Елесар — 1-120 роки Четвертої Епохи. Перший з королів Возз'єднаного Королівства, чоловік Арвен, дочки Елронда.
36. Елдаріон — з 120 року Четвертої Епохи. Син Арагорна.

#### Намісники Ґондору
1. Марділ Воронве «Стійкий» — народився 1960 року Третьої Епохи, Намісник Короля з 2029 року, правлячий Намісник з 2050 по 2080 року.
2. Ерадан — народився 1999 року. Правлячий Намісник з 2080 по 2116 рік.
3. Геріон — народився 2037 року. Правлячий Намісник з 2116 по 2148 рік.
4. Белегорн — народився 2074 року. Правлячий Намісник з 2148 по 2204 рік.
5. Гурін І — народився 2124 року. Правлячий Намісник з 2204 по 2244 рік.
6. Турін І — народився 2165 року. Правлячий Намісник з 2244 по 2278 рік.
7. Гадор — народився 2245 року. Правлячий Намісник з 2278 по 2395 рік.
8. Барагір — народився 2290 року. Правлячий Намісник з 2395 по 2412 рік.
9. Діор — народився 2328 року. Правлячий Намісник з 2412 по 2435 рік.
10. Денетор І — народився 2375 року. Був сином Діорової сестри. Правлячий Намісник з 2435 по 2477 рік.
11. Боромир І — народився 2410 року. Правлячий Намісник з 2477 по 2489 рік.
12. Кіріон — народився 2449 року. Правлячий Намісник з 2489 по 2567 рік.
13. Галлас — народився 2480 року. Правлячий Намісник з 2567 по 2605 рік.
14. Гурін ІІ — народився 2515 року. Правлячий Намісник з 2605 по 2628 рік.
15. Белектор І — народився 2545 року. Правлячий Намісник з 2628 по 2655 рік.
16. Ородрет — народився 2576 року. Правлячий Намісник з 2655 по 2685 рік.
17. Ектеліон І — народився 2600 року. Правлячий Намісник з 2685 по 2698 рік.
18. Егалмот — народився 2626 року. Онук Морвен, Ородретової сестри. Правлячий Намісник з 2698 по 2743 рік.
19. Берен — народився 2655 року. Правлячий Намісник з 2743 по 2763 рік.
20. Берегонд — народився 2700 року. Правлячий Намісник з 2763 по 2811 рік.
21. Белектор ІІ — народився 2752 року. Правлячий Намісник з 2811 по 2872 рік.
22. Торондір — народився 2782 року. Правлячий Намісник з 2872 по 2882 рік.
23. Турін ІІ — народився 2815 року. Правлячий Намісник з 2882 по 2914 рік.
24. Тургон — народився 2855 року. Правлячий Намісник з 2914 по 2953 рік.
25. Ектеліон — народився 2886 року. Правлячий Намісник з 2953 по 2984 рік.
26. Денетор ІІ — народився 2930 року. Правлячий Намісник з 2984 по 3019 рік.
27. Фарамир — народився 2983 року Третьої Епохи. Навесні 3019 року недовго виконував обов'язки правлячого Намісника, готуючи Мінас-Тіріт до коронації Арагорна. Після цього залишався Намісником Короля до своєї смерті у 83 році Четвертої Епохи.

### Символіка

Королівське знамено Ґондору

Будь-яке знамено Ґондору як держави ані у «Володарі Перстенів», ані у інших місцях не згадується. Відомо лише про існування знамена королівського дому Ґондору, окремого знамена Намісників, а також свого власного знамена у князів Дол-Амрота.
На королівському знамені Ґондору було зображено квітуче Біле Дерево у оточенні Семи Зірок на чорному тлі, увінчане крилатою короною на чорному тлі. У тому знамені було об'єднано кілька символів краю: Біле Дерево, нащадок благословенного Валарами Телперіона з Валінору, саджанець якого привіз з Нуменору Ісілдур, і яке уперше його було посаджено у Мінас-Ітілі, а потім тричі вирощено з насіння у Мінас-Анорі; Корона Ґондору, яка на початку була бойовим шоломом Ісілдура, а пізніше стала одним з символів королівської влади Південного Королівства; Сім Зірок, які відповідали семи з дев'яти кораблів, на яких припливли до Середзем'я Еленділ та його сини, і на яких з Нуменору було привезено палантири.
У часи правління Намісників знамено на вершині Мінас-Тіріта було замінено на білий прапор без будь-яких зображень на ньому, однак на обладунках Вартових Цитаделі Ґондору усе ще продовжували залишатися зображення Дерева.
Короною королів Ґондору, як уже зазначалося вище, спочатку був нуменорський бойовий шоломом Ісілдура, у якому той бився у битві при Дагорладі, бо шолом Анаріона був розбитий, коли той загинув. Однак у часи Атанатара Алкаріна (1149—1226 рр. Третьої Епохи) простий шолом було замінено на прикрашений коштовним камінням, і цей варіант корони зберігся аж до часів короля Елесара. Вона була високою та гостроверхою, з двома крилами, як у морських птахів (символом нуменорців у вигнанні), з боків, які були направлені убік та угору. У обруч на рівні чола було вставлено сім адамантів, а ще один був на верхівці корони. За давніми звичаями правлячий король Ґондору для передачі своєї влади своєму спадкоємцеві (частіше за все, старшому синові) передавав йому корону, яку той одягав на себе. Якщо ж король помирав чи гинув у битві та не встигав передати владу, то його спадкоємець просто приходив до Усипальниці та брав корону з рук померлого короля.
Правлячі Намісники, хоча й шанували королівські ритуали, однак відмовилися від використання більшості з них. Королівський трон у Мінас-Тіріті залишався пустим, а єдиним знаком влади Намісників став білий ціпок з золотим навершям. У деяких місцях згадується також біла мантія Намісників, однак у «Поверненні Короля» говориться, що останній правлячий Намісник Денетор ІІ носив лише чорний плащ.
Утім Дім Намісників мав і свою власну реліквію — це був Ріг Ґондору, зроблений Воронділом Мисливцем з рогу дикого тура зі сходу, який носив старший син Намісника. Намісники зберегли також традицію приводити своїх спадкоємців до гробниці Еленділа у Галіфірієні, і тіла їх, так само як тіла Королів після смерті, бальзамували та погребали у Палатах Мертвих на Мовчазній Вулиці за Мінас-Тірітом.
Титул Намісників позначувався трьома рунами: Р.Нд. Р, що означало «арандур», слуга короля, увінчаними трьома зірками.

### Календар
У Ґондорі використовувалася нуменорська система літочислення, знана ще під назвою «Лік Королів», яка свого часу була запозичена у Ельфів. Рік (лоа) починався весно, складався з 365 днів та поділявся на 12 місяців — астар. Перший день року (єстаре), день середини року (лоенде) та останній день року (меттаре) не відносилися до жодного з місяців. У високосний рік (крім закінчення століття) до середнього дня додавалися ще два серединних дні — ендері. Усі ці дні були святковими.
Нзви місяців на вестроні, які використовувалися у Ґондорі, були дещо зміненими назвами на Квенья, а відповідні аналоги на Синдаріні використовували Дунадани.
| Назва місяця (укр) | Квен. назва | Синд. назва | Переклад           | Тривалість |
| ------------------ | ----------- | ----------- | ------------------ | ---------- |
| Січень             | Нарвіньє    | Нарвайн     | «нове сонце»       | 30 днів    |
| Лютий              | Неніме      | Нінуї       | «мокрий, дощовий»  | 30 днів    |
| Березень           | Суліме      | Гваерон     | «вітровий»         | 30 днів    |
| Квітень            | Вірессе     | Гвіріт      | «місяць оновлення» | 30 днів    |
| Травень            | Лотессе     | Лотрон      | «місяць квітів»    | 31 день    |
| Червень            | Наріе       | Норуї       | «сонячний»         | 30 днів    |
| Липень             | Керміе      | Кервет      | «місяць жнив(?)»   | 31 день    |
| Серпень            | Уріме       | Уруї        | «спекотний»        | 30 днів    |
| Вересень           | Йаванніе    | Иваннет     | «плодоносний»      | 30 днів    |
| Жовтень            | Нарквеліе   | Нарбелет    | «сонце, що холоне» | 30 днів    |
| Листопад           | Гісіме      | Гітуї       | «туманний»         | 30 днів    |
| Грудень            | Рінгаре     | Гірітрон    | «холодний»         | 30 днів    |

Назви днів тижня також були запозичені у Ельфів. Останній день вважався головним днем тижня. Днем вважали період від сходу до наступного сходу Сонця.
| День тижня | Назва    | Переклад           |
| ---------- | -------- | ------------------ |
| Понеділок  | Оргіліон | День Зірок         |
| Вівторок   | Оранор   | День Сонца         |
| Середа     | Орітіль  | День Місяця        |
| Четвер     | Оргалад  | День Білого Дерева |
| П'ятница   | Орменел  | День Неба          |
| Субота     | Ораеарон | День Моря          |
| Неділя     | Орбелайн | День Валар         |

## Попередні варіанти історії Ґондору згідно з «Історією Середзем'я»
Найперші міркування Толкіна з приводу пізніших Епох Середзем'я відображені у його перших нарисах легенди про Нуменор, зроблених на початку 1930-х років, у яких вже присутня концепція того, що пізніше стало відомо як «Ґондор». У цих нарисах говориться, що утікачі з острову стали «володарями та королями Людей» на заході Середзем'я, а пізніше під проводом Еленділа «з нуменорського роду» остаточно здолали Саурона. Особливої уваги приділено також «великим гробницям», які будували для своїх небіжчиків вигнанці, та змалінню тривалості їх життя.

### Рання історія Ґондору
Концепція «Ґондору» набула більш конкретного втілення уже на ранній стадії роботи Толкіна над «Володарем Перстенів», коли з'явилася чітка картина поразки Саурона та заволодіння Єдиним Перснем «Ісілдором», сином Еленділа, за якою послідував повільний розвиток нуменорської спадщини. Першими у легендаріум чорнового варіанту «Володаря Перстенів» було введено північних нащадків нуменорців — «слідопитів», а люди півдня з'явилися, коли Толкін у 1939 році розмірковував над перебігом оповіді після Ради в Елронда. Толкін, як він сам згадував пізніше, думав про «пригоди», з якими мало зіткнутися Товариство на шляху до Мордору, однією з яких мав бути «кам'яний народ»; у інших помітках, які збереглися, згадується про «кам'яне місто та цивілізований народ», його облогу та «Землю Онду». Ця назва ґрунтувалася на уже існуючому на той момент ельфійському корені «(г)онд», який означав «камінь».
Одночасно з цим у книзі з'явився новий персонаж: Боромир, посланець до Ради Елронда та син «Короля Онду», чий край «взятий у облогу дикунами зі Сходу». Тогочасна концепція припускала, що головні герої братимуть участь у останній битві за королівство, яка розглядалася як кульмінація усієї історії. Інший зв'язок між розповіддю та давньою історією Ґондору з'явився після того, як автор остаточно вирішив ідентифікувати «Дріботуна» (англ. Trotter) з Арагорном, «справжнім слідопитом» та нащадком Еленділа.
Рік потому автор почав переписувати розділ «Рада у Елронда», розширивши історію Арагорна та зазначивши, що його пращурами були Королі давнини з боромирового рідного міста. Мешканці його вже тоді бачилися автором як піддані нуменорців, які під час війни з Сауроном вигнали нащадків Еленділа під час повстання, піднятого Королем-Чаклуном, а вони ж оселилися на півночі, де їхній рід майже зник. У той же час з'являється концепція про кількох синів Еленділа — Ільмандура, Ісілдура та Анаріона, та про те, що лише нащадки одного з них пережили війну з Сауроном.
Ілмандура було відкинуто одразу, однак доля інших деякий час ще лишалася у такому самому вигляді: Крістофер Толкін зазначав, що саме син Ісілдура мав успадкувати королівську владу, але через підступи Саурона його відмовилися впустити до міста, і тому він вирушив на північ. Цей варіант історії було замінено іншим, у якому Землею Онд правили нащадки Анаріона, у той час, як син Ісілдура залишався у Рівендолі, а після смерті батька заснував іншу країну на півночі. Пізніше Толкін вирішив, що північне королівство мало бути засновано одночасно з «Ондором», як тепер називався південний край, а Еленділ та його брат Валанділ мали стати його засновниками; пізніше ця концепція була замінена остаточною концепцією співправління Ісілдура та Анаріона.

### Рання географія Ґондору
Три найбільших міста Землі Онд були названі разом з синами Еленділа під час переписування розділу «Рада у Елронда» та спершу були пов'язані з кожним з них: Осгіліат з Ілмандуром, Мінас-Анор з Анаріоном, а Мінас-Ітіль з Ісілдуром. Після відмови від концепції Ілмандура, Осгіліат зробився рідним містом Еленділа до часу створення остаточного варіанту історії. Остаточна доля міст — втрата Мінас-Ітіля та спустошення Осгіліата існували вже від самого початку, так само, як пізніші назви Мінас-Тіріт та Мінас-Моргол. Приблизно у той самий час міркування Толкіна стосовно місця розташування Землі Онд уперше утілилися у письмовій формі. Роль прив'язки на місцевості зіграла Велика Річка Дикого Краю з «Гобіта», яка тепер мала протікати через Осгіліат поблизу Мордора, якраз на схід від Мінас-Ітіля, а також неподалік від «краю Конярів», який незадовго до того був задуманий як сусід Онду, та «Чорних Гір» (попередників Білих Гір Ґондору).
Наступною з'явилася концепція «Краю Семи Потоків», щодо місцезнаходження якої Толкін вагався протягом певного періоду часу, розташовуючи її то на півночі чи півдні від Чорних Гір у Землі Онд, то навпаки відділяючи її від Онду. Першими були вигадані річки Сірострумень або «сьома річка», Ізен та Срібна Жила, назву якої невдовзі було змінено на Чорнокорінь, щоправда, без будь-яких пояснень про його походження. Ці три річки розташовувалися на робочій мапі південних земель Толкіна приблизно у тих місцях, де й у остаточному варіанті, так само, як і згадувані вище об'єкти місцевості, а подальше уточнення берегової лінії разом з Толфаласом та попередником Дол-Амрота відбулося, напевно, у зв'язку з розвитком легенди про Німродель у процесі написання розділу «Лотлорієн».
Необхідність уточнення концепції південних земель з'явилася, коли Толкін почав міркувати над подальшою оповіддю після зупинки у Лотлорієні. Подальший розвиток географії був описаний Крістофером Толкіном на підставі робочих поміток його батька: «Я вчинив розумно, почавши з карти, з якою ув'язався історію». У новому варіантні карти «Ондору» було уточнено місцезнаходження гір та річок та уведено нові об'єкти: Ітілієн, Анаріон (який тоді об'єднував пізніші Анорієн та Лоссарнах), «Белфалас (Довгобережжя)» на місці пізнішого Анфаласа, річки Рінгло та Харнен, спірні «Лебеннін (Край Семи Потоків)», що розташовувався на захід від пізнішого Мортонду й територією якого протікали сім або п'ять річок, у залежності від того, де пролягав його східний рубіж. Умбар та «Гарондор (Південний Ґондор)» також уперше з'явилися на цій мапі, у той же час концепція місцевості на північ від Чорних Гір розроблялася у прив'язці до Рогану та Емін-Муїл.
Зміни у концепції східних кордонів Ґондору виникли 1944 року у зв'язку з роздумами над подорожжю Фродо до Мордору. Спочатку Толкін вирішив перемістити Мінас-Моргул на північ, об'єднавши його роль з двома вежами, які охороняли єдиний прохід до Краю Тіні, але майже одразу відкинув попередню концепцію та увів у свою розповідь таємний прохід над Мінас-Моргулом. Це викликало новий поворот сюжету, пов'язаний з розповіддю про подорож Фродо на південь через Ітілієн, який на превеликий подив Толкіна виявився «чудовою місциною». У той же час автор вирішив перейменувати Чорні Гори на «Білі», ймовірно, у зв'язку з необхідністю протиставлення їх мордорським Похмурим Горам та увести у свою розповідь укриття на Геннет-Аннун.
Підшукуючи назву для останнього об'єкту, він перебирав та відкидав різноманітні варіанти, як от «Геннет», «Генло» чи «Генуїн» для «вікна» у поєднанні з «Наргалад» (вогненне світло), «Карандун» «червоний захід» чи Малтен «золотий», аж доки не зупинився на остаточному.
Минуло більше року, поки Толкін розпочав написання розділів, пов'язаних з подіями, які відбувалися у центральній частині Ґондору. Тоді у його замітках уперше з'являються вартові маяки Анорієна, «великі концентричні стіни» Мінас-Тіріта, думка про те, що Арагорн прийде у місто з півдня, а також міста Ерех та Пеларгір. Це вже у 1946 році призвело до детального розвитку географії південного Ґондору. Під час роботи над переліком військових підрозділів, які йшли на допомогу Мінас-Тіріту, який сам Толкін називав «Гомеричним каталогом», були вигадані назви Лоссарнах, Анфалас, Ламедон та Пінат-Гелін, які з'явилися у новому варіанті мапи на своїх місцях, за винятком Ламедону, який спершу розташовувався у північному Лебенніні, а потім був відсунутий на захід. Річки набули остаточних обрисів та імен, окрім Гілраїну, який тоді називався Ламедуї, Келоса, який впадав у Ламедуї замість Сіріта, та Каленгіра, притоки Мортонду, від якого пізніше автор відмовився. Затока, у яку впадали Рінгло та Мортонд, була ідентифікована як «Гавань Кобас»; пізніше ця назва у книзі не згадувалася.
Остаточні зміни у географії були викликані розвитком концепції битви на Пеленнорських полях: відстань між Осгіліатом та Мінас-Тірітом змінювалася чотири рази, північні області опинилися під захистом «Тол-Вараду (Захисного Острову)», який згодом було перейменовано у Мен-Фалрос (місце пінних бризків), а потім у Каїр-Андрос. З'явилися мешканці щойно вигаданого Друаданського Лісу, які допомогли рогіримам потрапити до Мінас-Тіріта, а також пагорби Емін-Арнен, які спочатку називалися Гарамоном (південними пагорбами), поява яких викликала необхідність вигину андуїнського річища, так що Арагорн з загонами, які йшли на допомогу, зміг висадитися ближче до поля битви у пристані Гарлонда — тоді Лоннат-ернін або «Арненські гавані».
Географія південного Ґондору розроблялася та уточнювалася одночасно з просуванням історії походу Арагорна до Пеларгіру, і відстані між містами, так само, як їхнє остаточне місцерозташування, були визначені з високою точністю відповідно до хронології оповіді. Ерех перетворився на місце висадки Ісілдура та був пересунутий від витоків Мортонда спочатку до гирла Андуїна та Ламедуї, потім на північний захід від Гавані Кобас, а згодом, знову і вже остаточно повернувся на своє попереднє місце, а концепція його як місця висадки була відкинута. Одне за одним з'явилися й інші місця: Лінгір (спочатку на місці злиття річок Рінгло та Мортонда), Тарност, Перешийок Тарланга та Калембел (спочатку Каерост).

### Розвиток концепції Ґондору у Третю Епоху
За словами Крістофера Толкіна, спочатку його батько гадав, що між першим падінням Саурона та Війною Перстеня має пройти усього два-три століття, не передбачаючи, що у цей час мали б відбутися будь-які важливі події. Однак подальший розвиток концепції книги події протягом 1941—1942 років, розпад Товариства та війна у Рогані, викликали необхідність введення один за одним у розповідь окремих аспектів історії та культури Південного Королівства: союзу з рогіримами та відступлення їм Каленардону у подяку за допомогу у першій війні з Сауроном, Білого Дерева та крилатої корони спочатку просто як неясного образу у Арагорновій пісні, уточнення самої назви Ґондору, палантирів, Горнбурга та Ізенгарда, які перетворилися на колишні ґондорські фортеці та місцезнаходження двох з п'яти Видячих Каменів Королівства. У пізнішому варіанті п'ятий палантир мав знаходитися на Ереху, однак від цієї концепції автор згодом відмовився остаточно.
Переходячи до опису подій у Ітілієні, Толкін увів у розповідь слідопитів на чолі з їхнім командиром Фарамиром, братом Боромира. Розповіді цього нового персонажа або засвідчили не тільки відмову автора від деяких його попередніх концепцій історії Ґондору, але й навпаки уперше зафіксували окремі з них на папері: боромирів ріг мав існувати у одному екземплярі, остаточно оформилася концепція «змаління Ґондору» та його етнічного різноманіття, уперше з'явився інститут Намісництва, а перехід «полів Еленарда» під владу рогіримів було віднесено до часів правління Намісників, і деякий час автор навіть вважав, що це сталося не внаслідок «дарунку» з боку Ґондору, але завоювання краю Повелителями Коней.
Більшість елементів культури Південного Королівства виникла під час написання Книги V, включаючи обряд збереження пустого королівського трону Намісниками, спалення правителів поза Мінас-Тірітом, а також королівське знамено з «короною та зірками Сонця і Місяця» у першому варіанті.
Думка про те, що Третя Епоха тривала «близько 3000 років» уперше була записана Толкіном, коли той почав робити замальовки історії Нуменору та Західних Земель. Пізніше автор, відштовхуючись від дати заснування Королівств у Вигнанні (3320 року Другої Епохи), увів майже сторічний період миру до початку Війни Останнього Союзу та визначив дату падіння Королів у Ґондорі 2000 роком Третьої Епохи. Перший варіант переліку правителів Південного Королівства не зберігся, однак у найранішому уцілілому тексті, віднесеному Крістофером Толкіном до 1949—1950 років, уже присутні багато з подій остаточного варіанту розповіді. Інші ж з'явилися унаслідок перших же уточнень: постійний конфлікт з Умбаром, напади візників, які замінили собою попередню концепцію війн з Примарами Перстеня, Битва на полях Келебранту та дарунок Кіріона, а також Довга Зима. Знелюднення Осгіліату спочатку мало відбутися приблизно двомастами роками пізніше за остаточну дату, падіння Мінас-Ітіля пересувалося як назад, так і уперед у часі, а останній король Еарнур за первісним задумом мав не повернутися з війни проти Мордору з кинутим йому викликом Короля-Чаклуна «битися за палантір Ітіля».
Створення додатків до «Володаря Перстенів» було загалом закінчено у 1953—1954 роках, однак десятьма роками пізніше під час роботи над другим виданням, Толкін пропрацював події, які призвели до Братовбивчої війни та увів регентство Ромендакіла ІІ. Остаточно історія та географія Ґондору набули остаточного завершення приблизно у 1970 році, у останні роки життя Толкіна, коли він розробив етимологію географічних назв та створив повну версію історії загибелі Ісілдура та битви з візниками та Балготами, яку пізніше було опубліковано у «Незакінчених оповіданнях».

### Впливи
Відомо, що працюючи над історією Ґондору, Толкін широко використовував окремі епізоди з історії готів, лангобардів та Візантійської Імперії та їхніх взаємопоборювань. Навіть окремі імена з мов цих народів були використані ним у остаточному варіанті історії Південного Королівства, як-от, наприклад, Відумаві, дружина короля Валакара.
Так само, як і Візантійська Імперія, Ґондор був лише відголоском колишньої величі давніх держав — Римської Імперії та об'єднаного королівства Еленділа відповідно. Так само, як і Візантія, Ґондор виявився міцнішим за іншу частину колись єдиної держави. Обом країнам загрожували напади сильних ворогів зі сходу та півдня: у випадку Візантії — перси та мусульманські армії арабів і турків, лангобарди та готи, а у випадку Ґондору — східняни, гарадрими та сауронові орди. Обидві країни перебували у занепаді під час останньої вирішальної облоги ворогами зі сходу, однак Мінас-Тіріт вистояв, а Константинополь ні. У листі, датованому 1951 роком, сам Толкін писав про «візантійське місто Мінас-Тіріт».

## У кінематографі та мистецтві
Ґондор, показаний у фільмі Пітера Джексона, також з певних причин має схожі риси з Візантійською Імперією. У коментарі до DVD з фільмом знімальна група пояснила своє рішення включити деякі варіанти візантійських куполів у архітектуру Мінас-Тіріта та одягнути мешканців у одежу візантийського стилю. Зовнішній вигляд солдатів з гарнізону Мінас-Тіріта значною мірою засновувався на візантійській піхоті, яка використовувалася до закінчення Першого Хрестового походу.
Однією з головних відмінностей від авторського тексту є концепція ґондорської геральдики. У «Володарі Перстенів» знамено Ґондору у часи правління Намісників являло собою білий стяг без будь-яких символів на ньому. У фільмі прапором Ґондору стало королівське знамено, щоправда з зміненими кольорами (чорне дерево замість білого, сім чорних зірок та чорна корона на білому тлі замість чорного). Прапори, які мали ґондорська кавалерія та піхота, являли собою чорні штандарти з Білим Деревом та трьому білими зірками.
Відрізняється від книжної також і географія Джексонівського Ґондору. У фільмі Арагорн бачить Пеларгір одразу біля закінчення Стежки Мертвих, а Мінас-Тіріт розташований набагато ближче до Осгіліата. Пеленнорські поля та землі на південь від міста показані коричневими та недоглянутими, без будь-яких ознак господарської діяльності, хоча у книзі говориться про розташовані там ферми з багатьма будівлями та містечками.
Вартові маяки не запалено аж до часу приїзду Гандальфа та Піпіна до Мінас-Тіріта, і їм доводиться брати справу у свої руки та самим розпалити перший з маяків.